# Buick Electra
Buick Electra (укр. Б’юїк Електра) — великий легковий представницький автомобіль, що випускався компанією Buick з 1959 по 1990 роки. Харлоу Кертіс, який керував відділенням Buick, і пізніше очолив General Motors, назвав автомобіль на честь своєї зовиці, відомої скульпторки Електри Ваггонер Біггс.
За свою більш ніж 30-річну історію випуску, Електра була доступна в різних варіантах кузова, включаючи купе, кабріолет, седан і універсал. На зміну Електрі в 1991 році прийшов автомобіль Buick Park Avenue.

## Перша генерація (1959—1960)

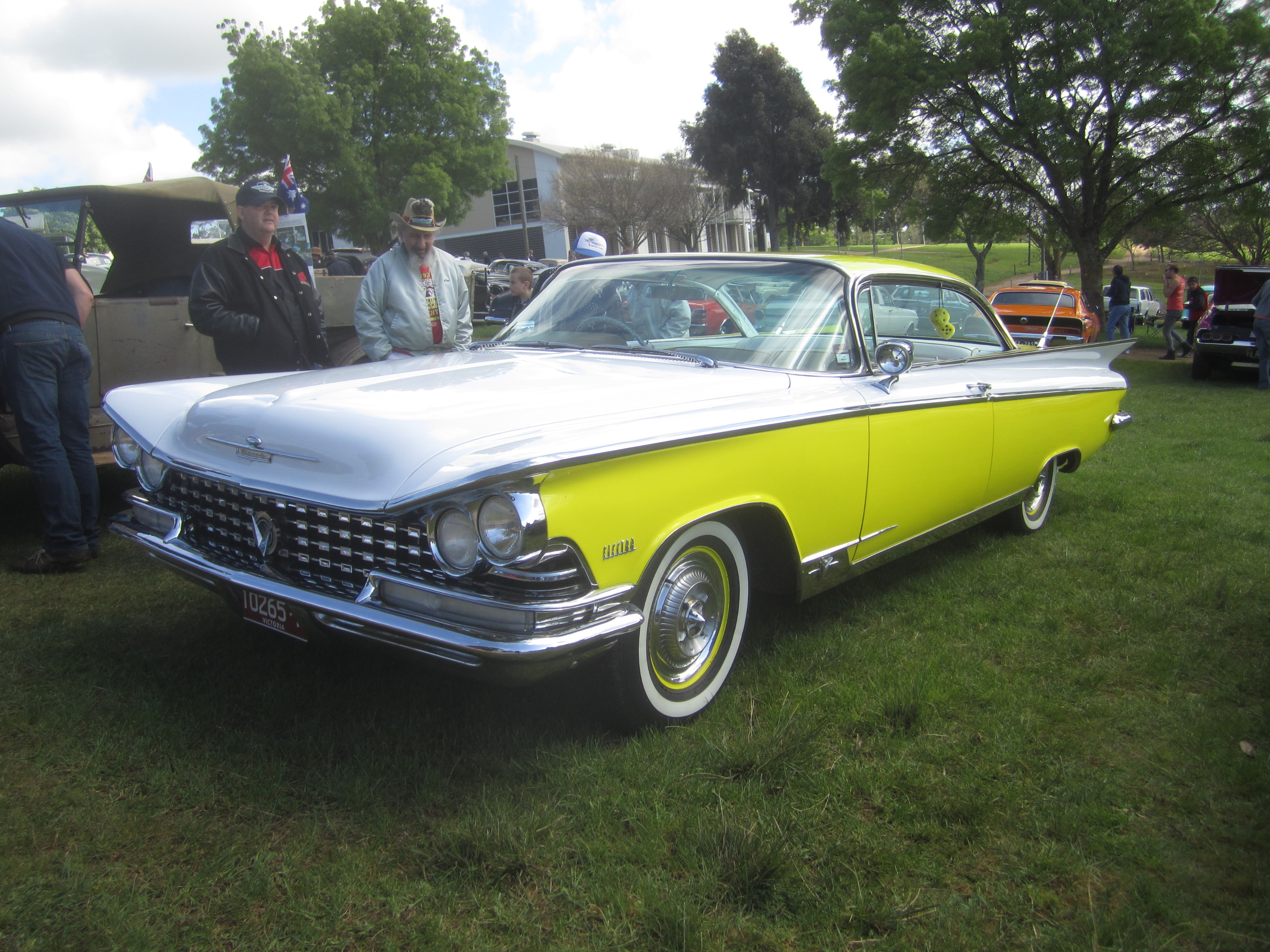
2-дверний хардтоп 1959 року

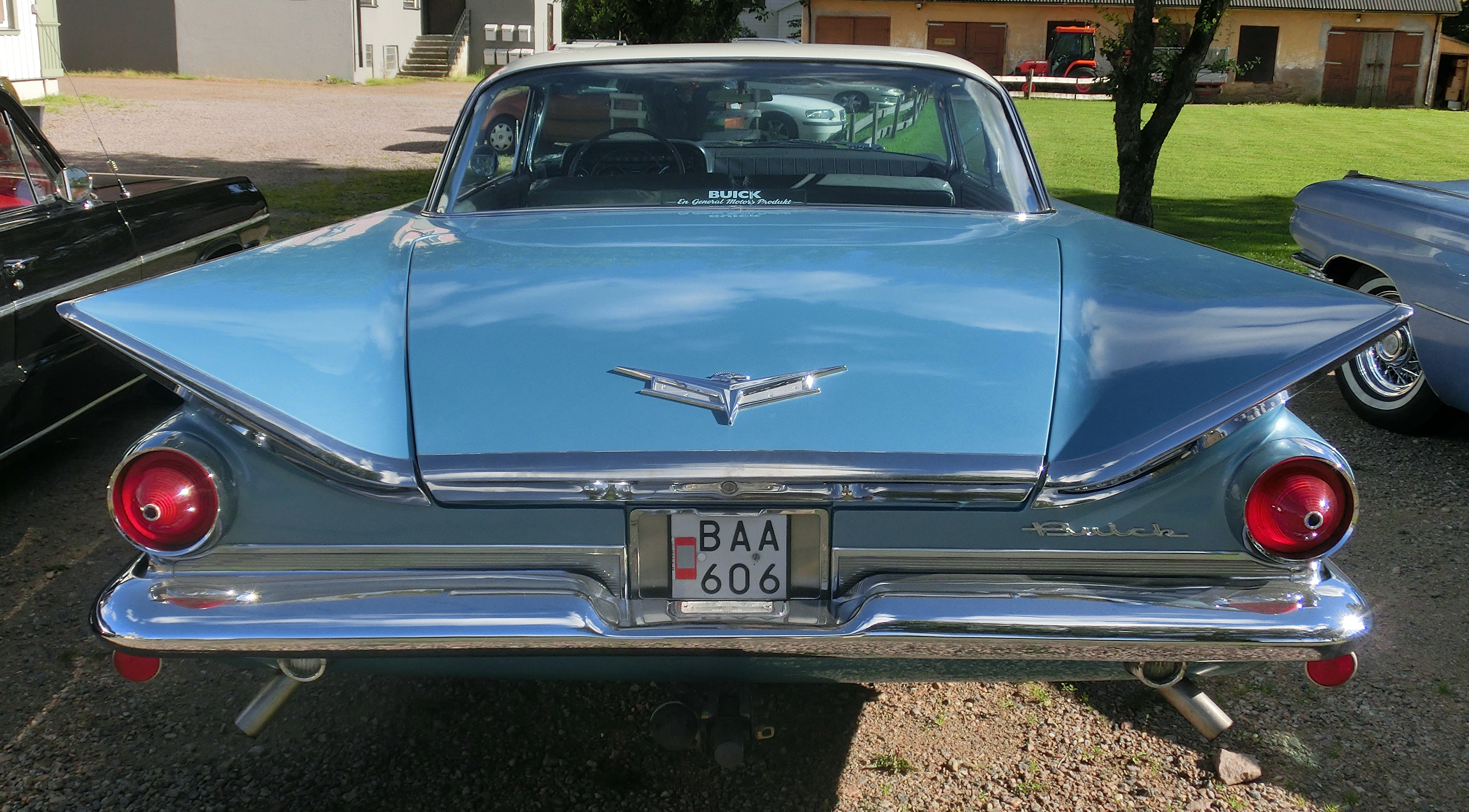

В 1958 році, Roadmaster і Limited складали клас великих розкішних легкових автомобілів Б’юік. В 1959 році їх перейменували в Electra і Electra 225 відповідно. Одночасно оновились дві інші моделі Б’юік великого розміру, Invicta і LeSabre.
Шильдик Electra 225 був даниною довжині кузова останнього автомобіля вище 225 дюймів (5715 мм), заробивши на вулицях назву «двійка з чвертю» (англ. deuce and a quarter).
Electra 225 Riviera була топовою персональною моделлю, в кузові 4-дверний хардтоп. Б’юік вперше застосував назву «Рив’єра» для 2-дверного хардтопа Roadmaster в 1949 модельному році, після чого саме так називав всі свої хардтопи. Крім того, в період з 1950 по 1953 роки, Б’юік створив комплектацію з розтягнутою колісною базою седана, виключно в лінійках Roadmaster і Super, яку назвали Riviera. Але 1959 став першим роком, коли не всі хардтопи Б’юіка називались Рив’єра. Також були доступні стандартний 4-дверний хардтоп і 4-дверний седан. 2-дверний кабріолет був доступний лише як Electra 225, 2-дверний хардтоп — як Electra.

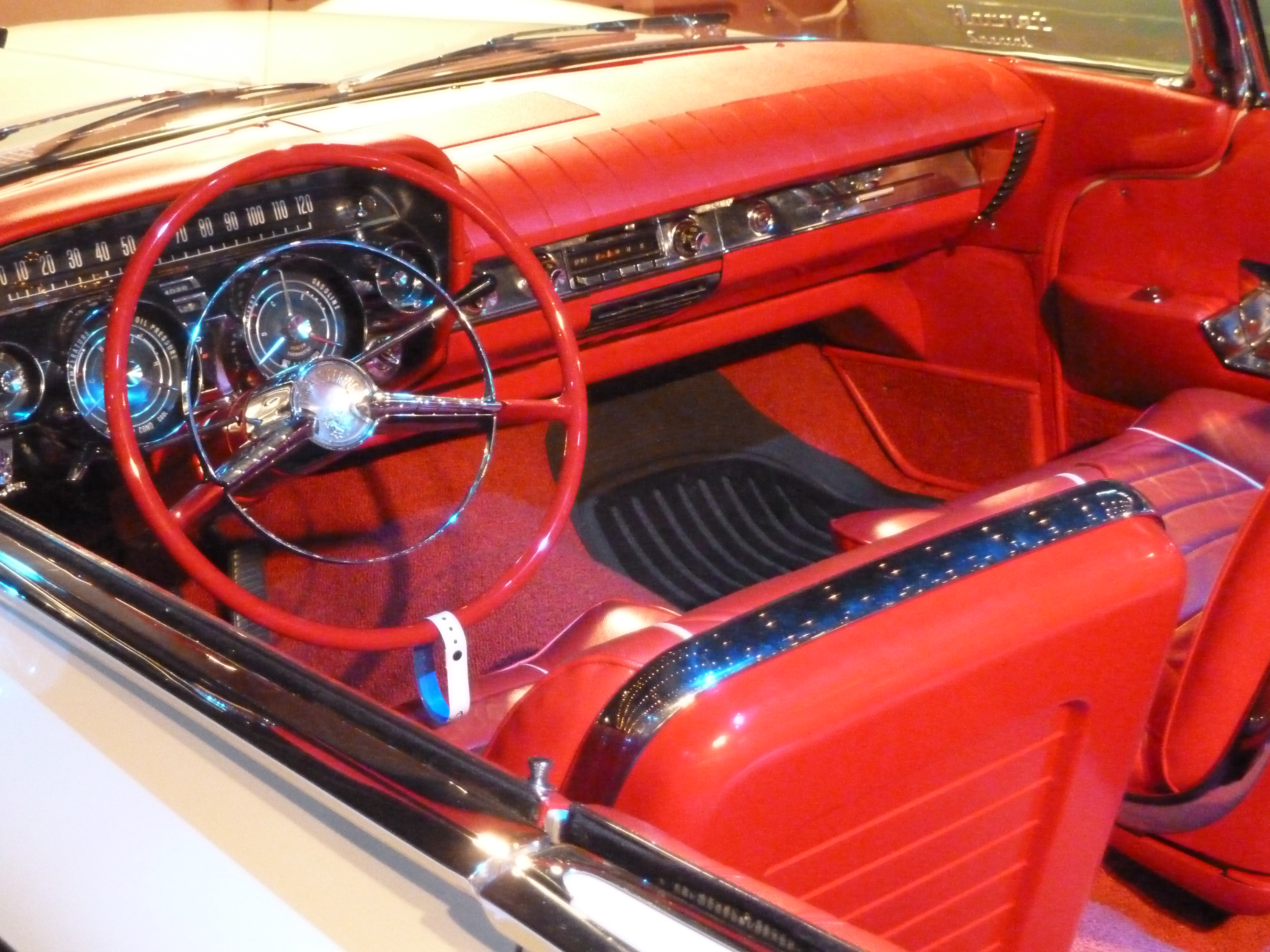
Салон 1959 року

В 1959 році Electra і Electra 225 використовували платформу C від General Motors спільно з Oldsmobile 98 і всіма автомобілями Cadillac, з колісною базою 3200 мм, в порівнянні з платформою B, на якій будували LeSabre і Invicta, з колісною базою 3100 мм. Стандартним, і єдиним доступним двигуном був V8 Wildcat з 4-камерним карбюратором, ступенем стиску 10,25:1 і потужністю в 325 к. с. (239 кВт) в парі з 2-ступеневою автоматичною коробкою передач Dynaflow, яка також входила в стандарт разом з підсилювачами керма і гальм, з використанням унікальних 12-дюймових (300 мм) ребрових алюмінієвих гальмівних барабанів. Електричні підіймачі вікон і регулювання сидінь, шкіряний салон входили в стандартну комплектацію кабріолета Electra 225 та були опціями на всіх інших моделях. Для кабріолета 255 опцією були передні окремі сидіння. Салон Електри мав тканинну оббивку, кабріолети мали натуральний шкіряний салон. В стандарті встановлювались горизонтальний спідометр, 2-швидкісні електричні склоочисники, бортовий індикатор пробігу, прикурювач, дашки, ручне гальмо, електричний годинник, світло в багажнику і бардачку, підсилювачі керма і гальм та подвійний вихлоп. На додачу, Electra 225 мала ковпаки коліс Super Deluxe і зовнішнє дзеркало заднього виду в стандартному обладнанні. М'яке торпедо також було стандартним.

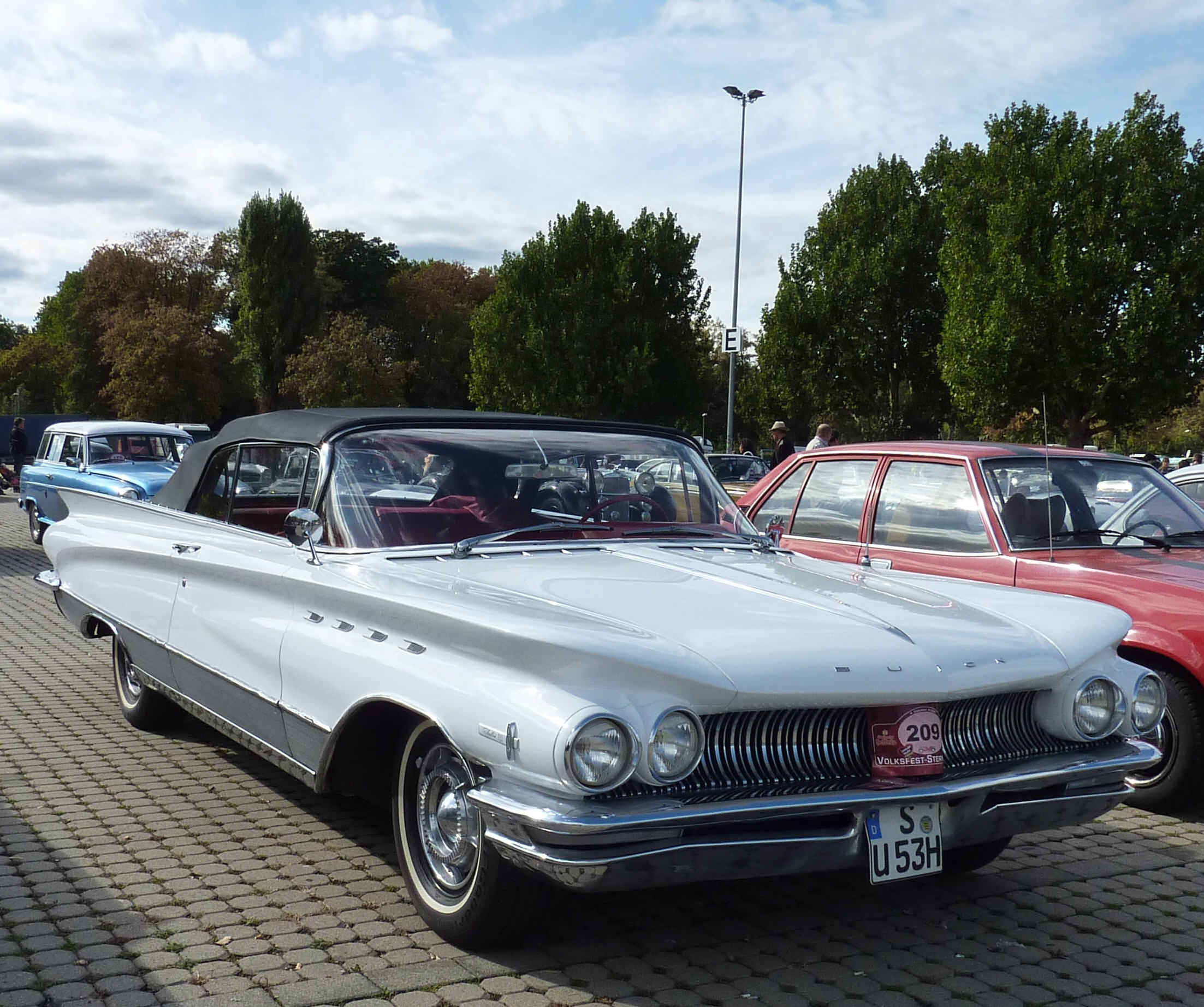
Кабріолет 1960 року

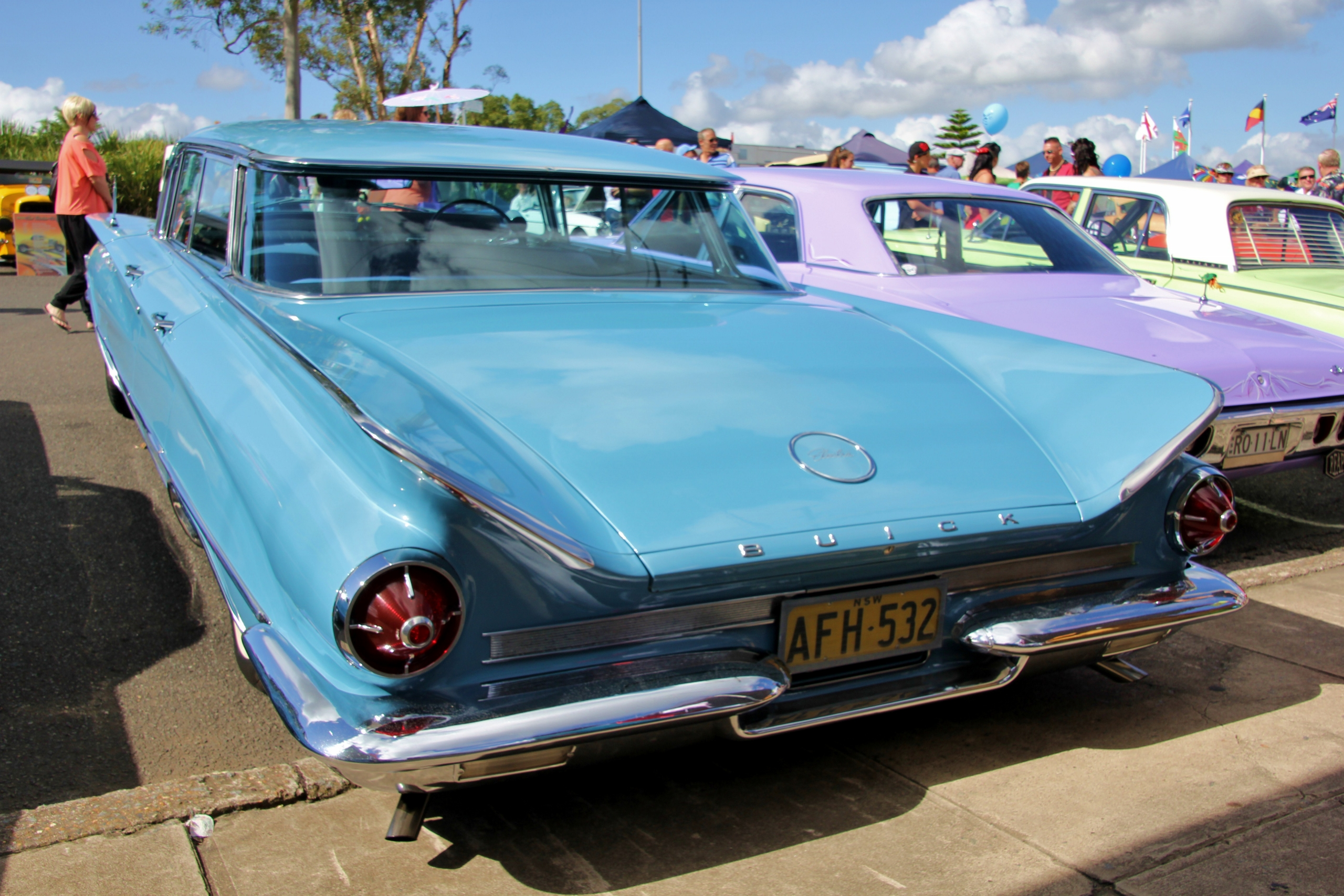

Електра, разом зі всіма іншими моделями Buick 1959 року, отримала повністю новий стиль, який не використовувався одночасно іншими відділами GM, та включав похило вмонтовані фари спереду разом з високою хромованою квадратною решіткою, дещо подібною на моделі 1958 року і плавники «дельта-фін» ззаду разом з круглими задніми ліхтарями. «Похилі» фари також мав Lincoln Continental 1958—1960 років. Відмінність ззовні від інших моделей Buick полягала в екстра-широких оздобленнях, масивній емблемі Електри на передньому крилі. Шильдики Electra 225 також розміщались на передніх крилах. 4-дверні моделі мали більш низьке оздоблення на задньому крилі.
В 1960 році Електра отримала незначний фейсліфтинг, отримавши горизонтальні фари і ввігнуту решітку з новим логотипом «Trishield» по центру, який використовується і сьогодні. Всередині оновилась панель приладів, з’явився новий спідометр з регульованою під водія лінзою для покращеної видимості, нове кермо з двома променями. Передні роздільні сидіння стали доступними для обох кабріолетів.

## Друга генерація (1961—1964)

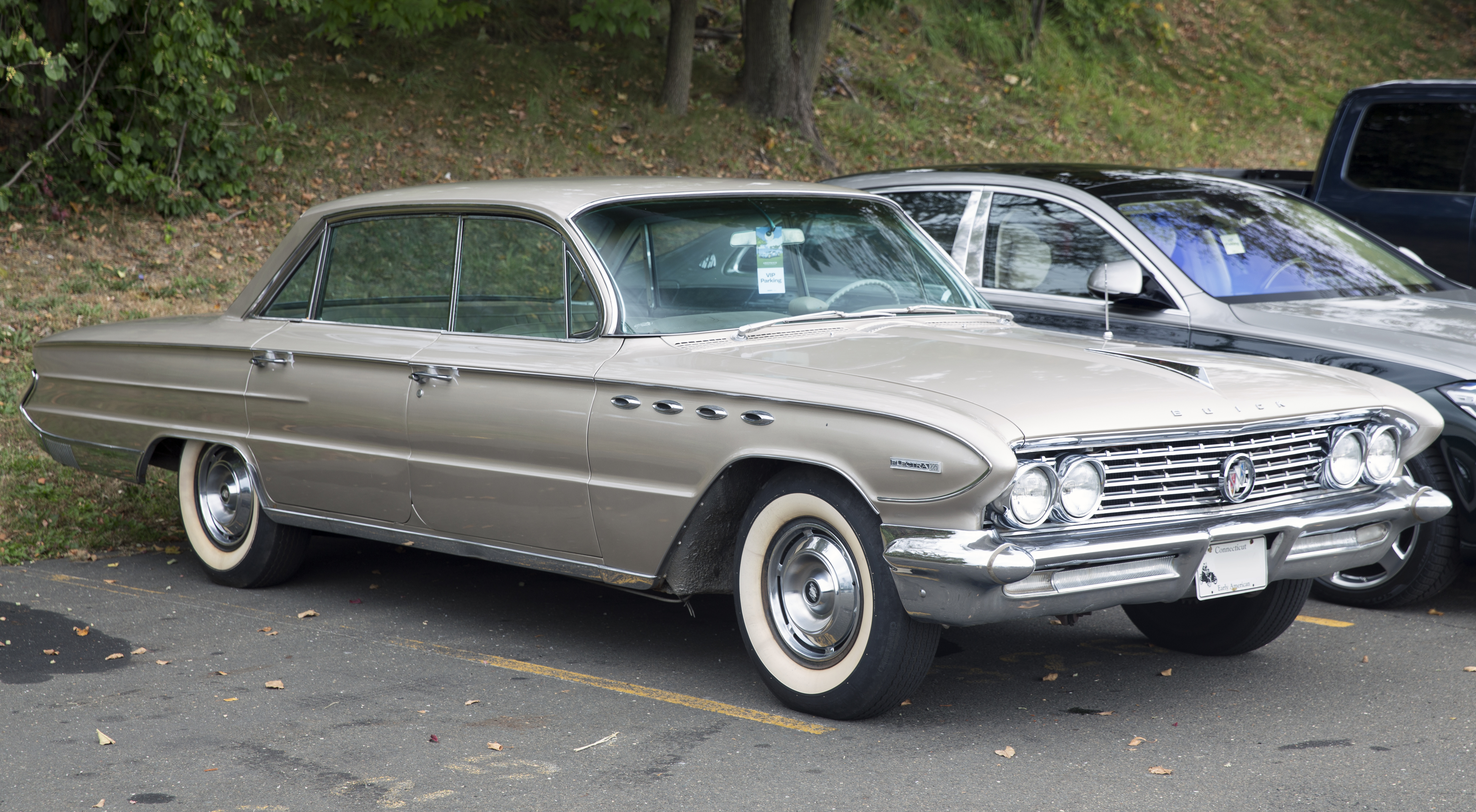
Седан 1961 року

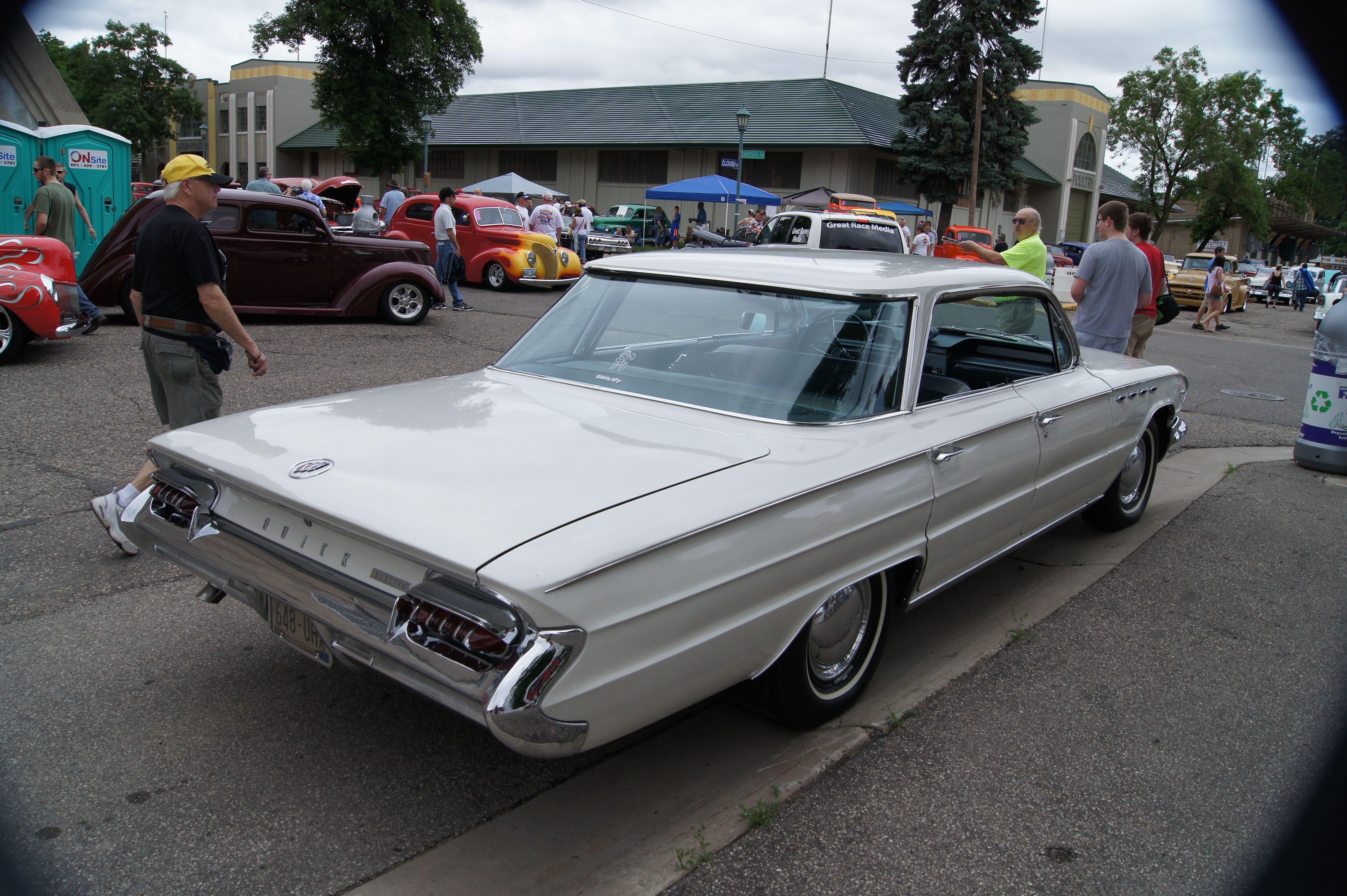

Електра була оновлена в 1961 році разом з Invicta і LeSabre, отримавши зменшені плавники, і ввели новий компактний клас Skylark/Special. Чотири отвори на передньому крилі, під назвою «VentiPorts», стали відмінною рисою цього покоління. Салон мав тканинну оббивку. Для 225 моделі також був доступний і шкіряний салон. Опційними були передні роздільні сидіння з електричним регулюванням.
Стандартне обладнання включало автоматичну коробку передач, панель приладів «Mirromatic», електричні 2-швидкісні склоочисники і омивач лобового скла, індикатор пробігу для поїздки, прикурювач, подвійні підлокітники, декілька комбінацій оббивки, килимкове покриття, підсилювачі керма і гальм, освітлення бардачка.

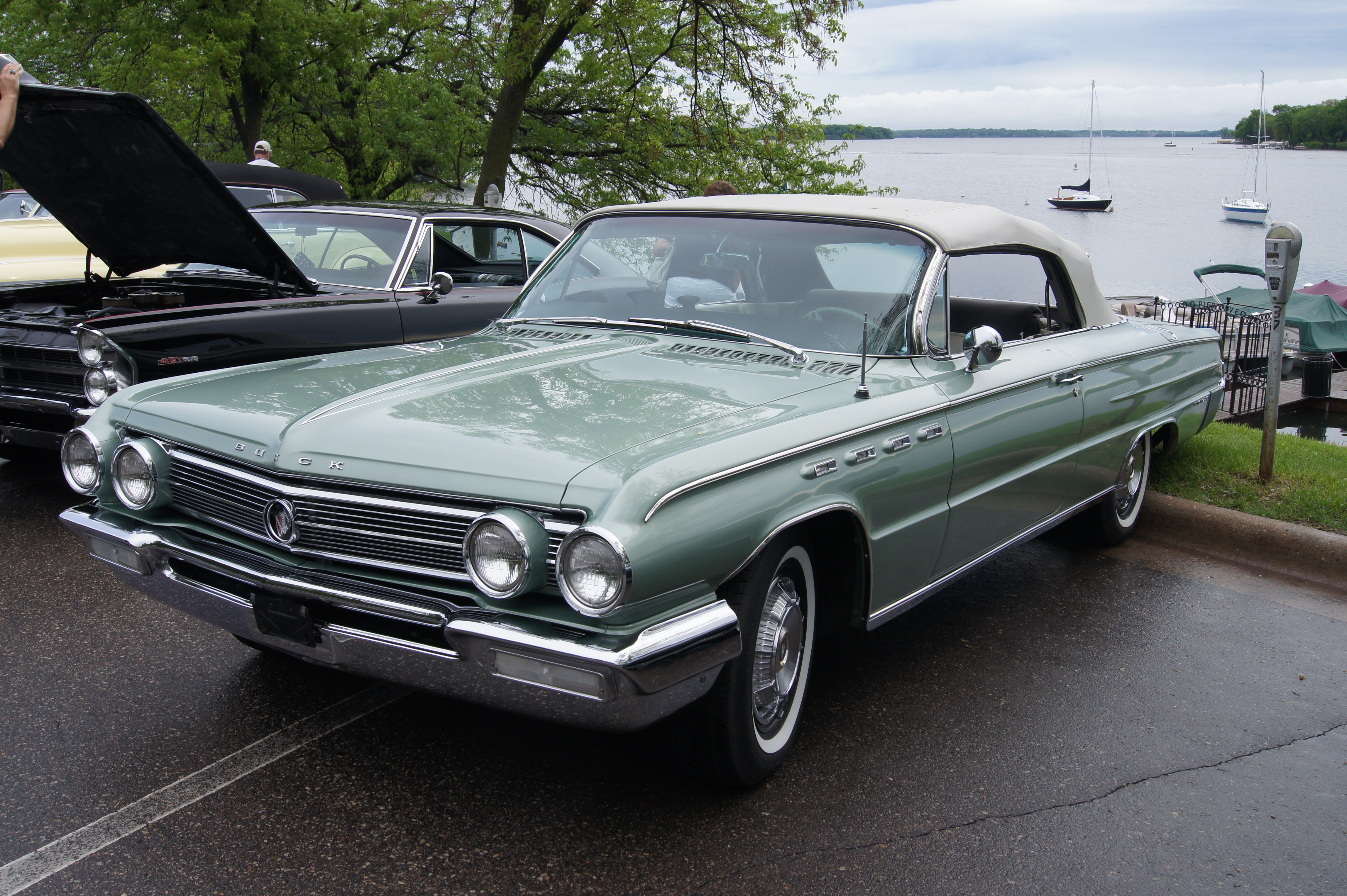
Кабріолет 1962 року

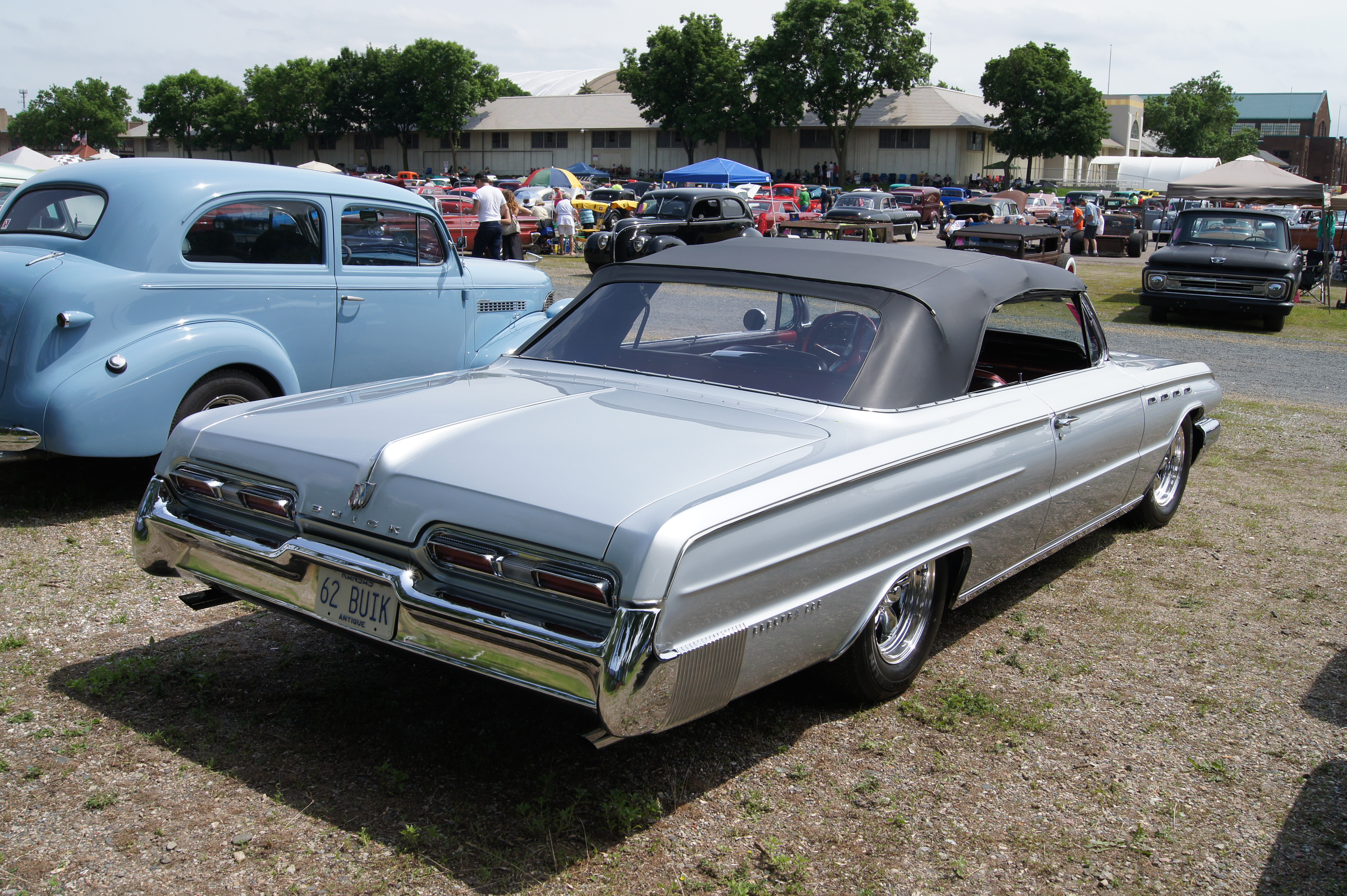

Великий Б’юік 1962 року зберіг чотири отвори «VentiPorts» на передньому крилі. Інтер’єри оббивались тканиною, на кабріолетах також шкірою. В стандартну версію ввійшли функції: 2-швидкісний електричний склоочисник, прикурювач, педаль ручного гальма, подвійні підлокітники, трансмісія Turbine-Drive, додаткова панель приладів, обігрів, освітлення бардачка, підсилювачі керма і гальм, плафони, електричне регулювання сидінь, електричні підіймачі вікон.

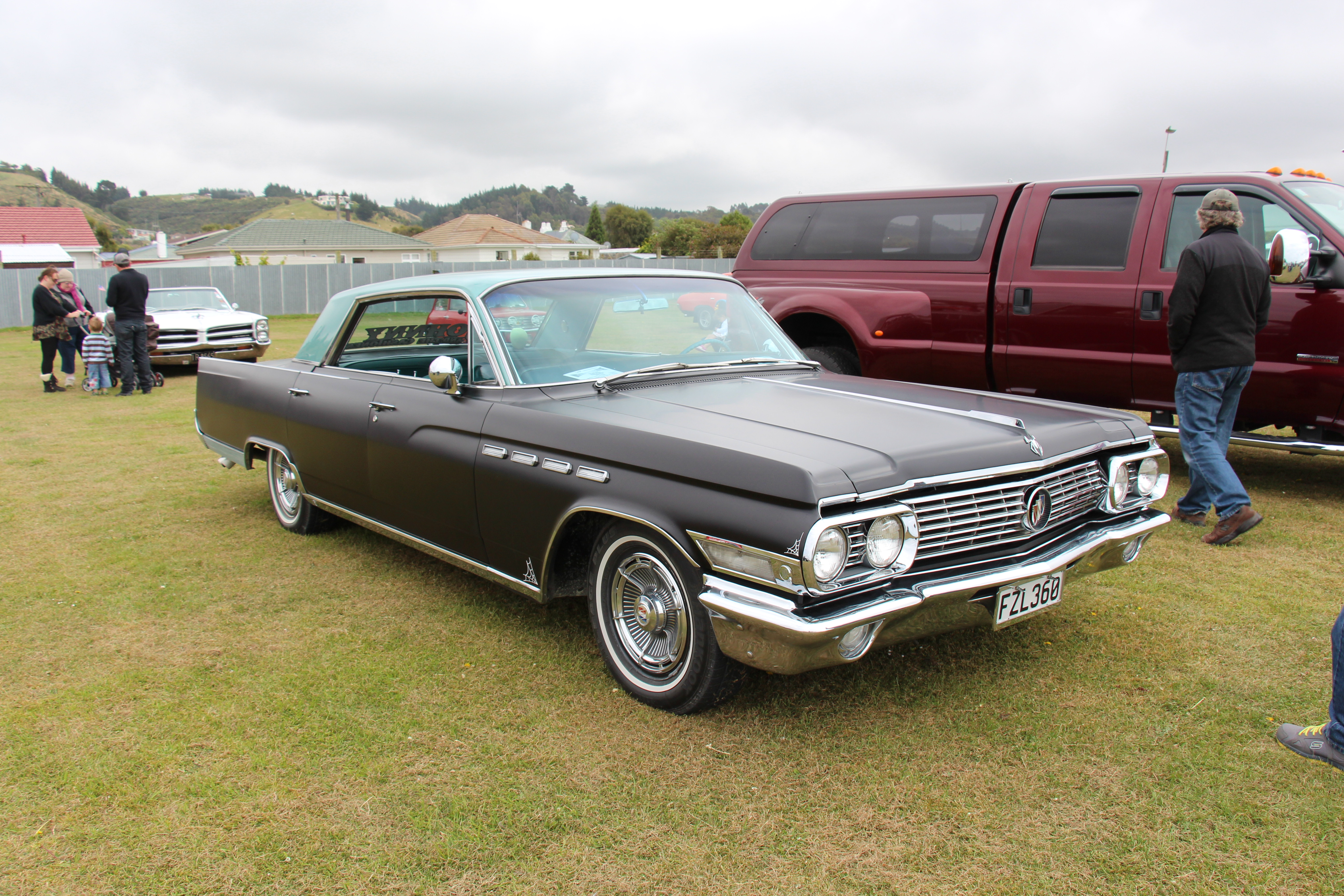
Хардтоп 1963 року

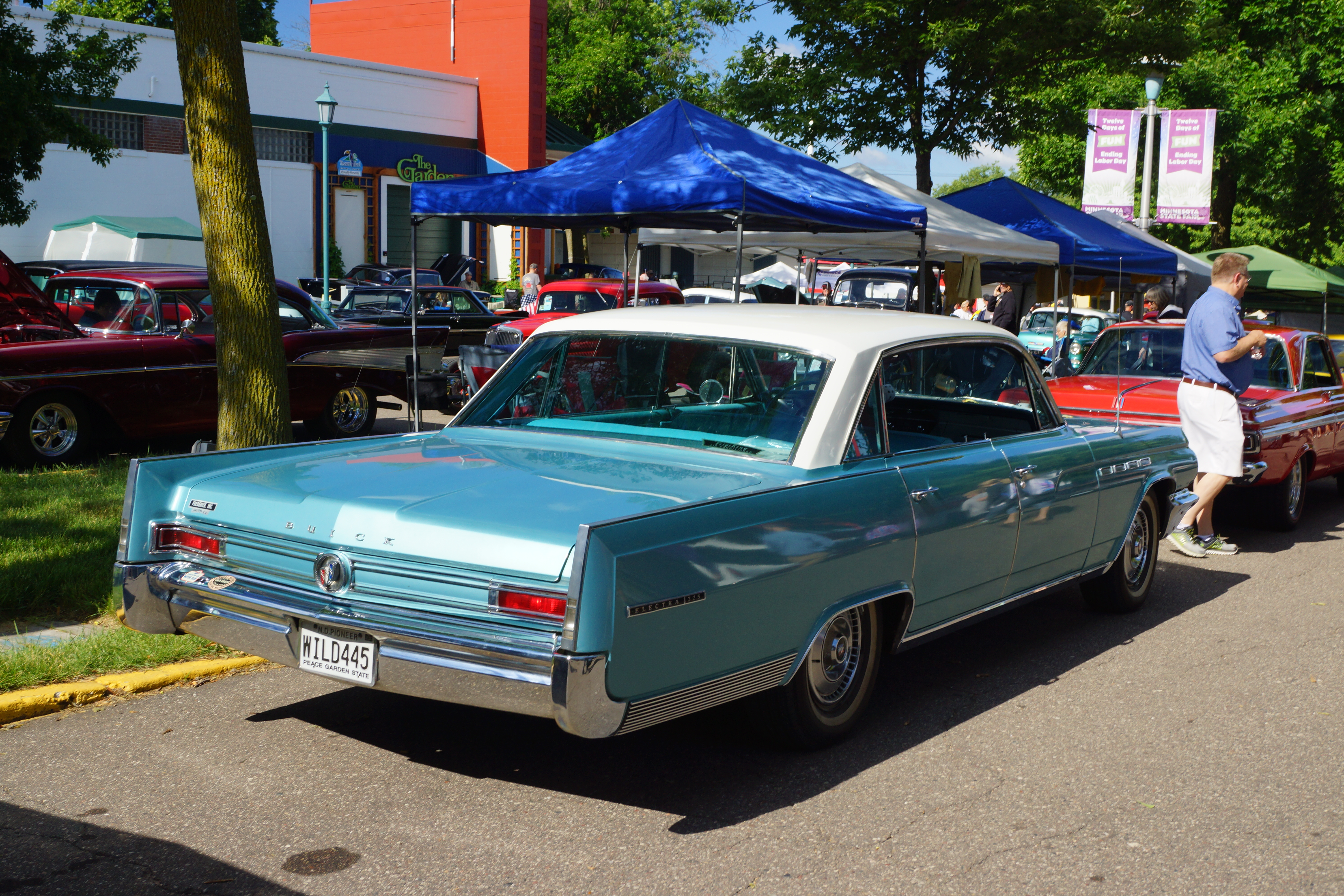

Найбільші, найкомфортніші й найдорожчі моделі Buick були оновлені в 1963 році, в яких задні плавники закінчувались гострими вертикальними краями з ліхтарями заднього ходу всередині та горизонтально розміщеними задніми ліхтарями в заглибленні задньої панелі. Спереду була застосована особлива лита решітка радіатора, збоку яскраве оздоблення колісних арок і порогів, ребристе на задніх крилах. Значки Electra 225 з червоним фоном були на задніх крилах, тоді як чотири отвори VentiPorts мали місце на передніх. Інтер’єри були комбінацією тканини й вінілу, тоді як інтер’єри Custom були з вінілу й шкіри, а передні роздільні сидіння з бардачком на консолі були доступні на кабріолеті й спорт-купе. Стандартне обладнання включало поворотні сигнали, масляний фільтр повного потоку, 2-швидкісний електричний склоочикник і омивач лобового скла, кермо Deluxe, прикурювач, педаль ручного гальма і ліхтарик сигналу, подвійні підлокітники, автоматична трансмісія Turbine-Drive, м’яке торпедо, обігрівач, розмороження, ліхтарик бардачка, ліхтарі заднього ходу, підсилювачі керма і гальм, дзеркало заднього виду з приглушенням відблиску, сигнал безпеки, плафони, електричні підіймачі вікон і регулювання сидінь у двох положеннях, ковпаки коліс Super Deluxe, набори опцій безпеки і аксесуарів, додаткові м’які подушки і додаткове оздоблення. Buick відкинув назву Riviera як позначення кузова після 1963 року, змістивши її спеціально на нове персональне розкішне купе Buick, яке представили в 1963 році. Buick додав регулювання керма в 7 положеннях і круїз-контроль як опції в 1963 році.

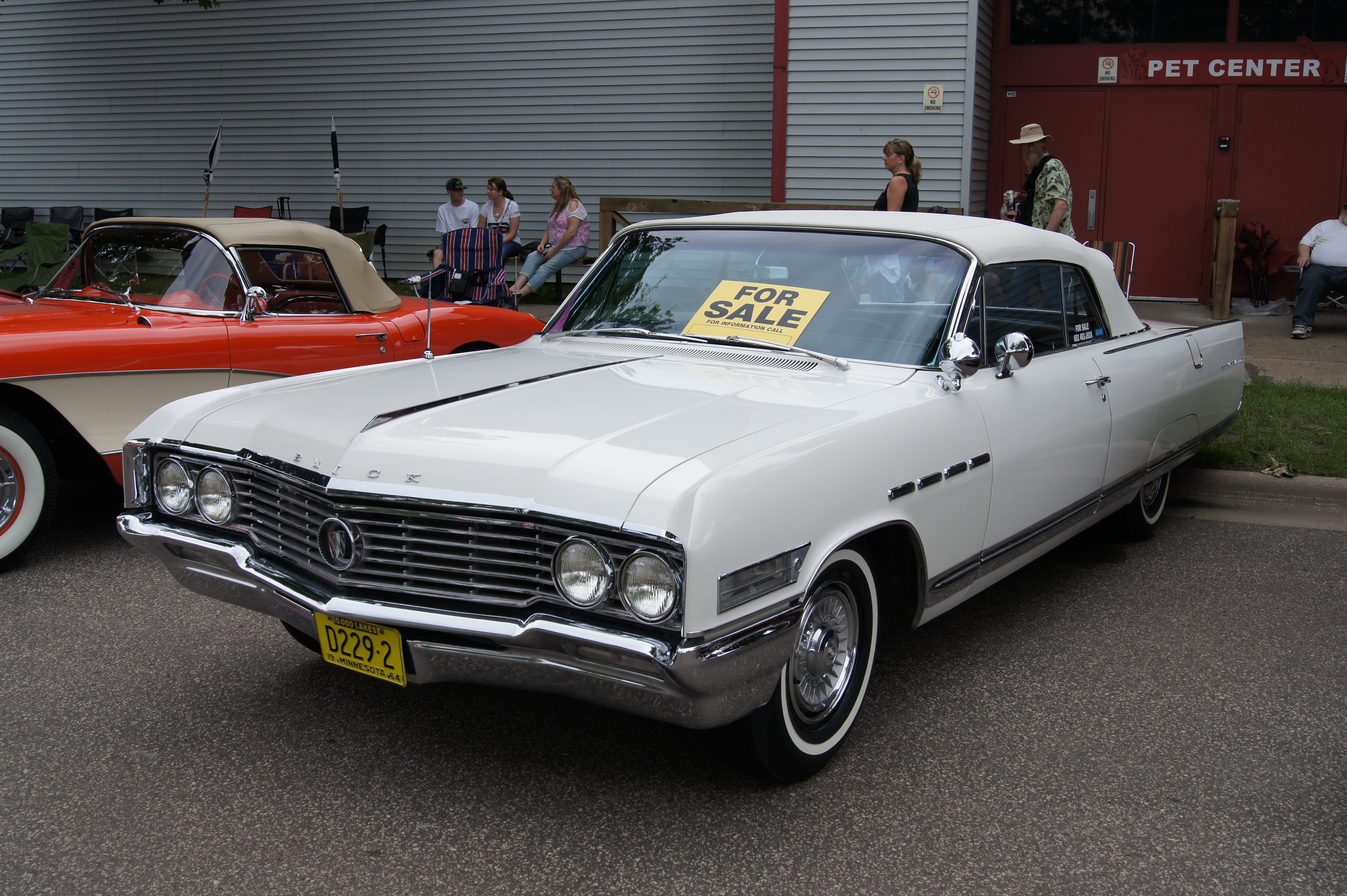
Кабріолет 1964 року

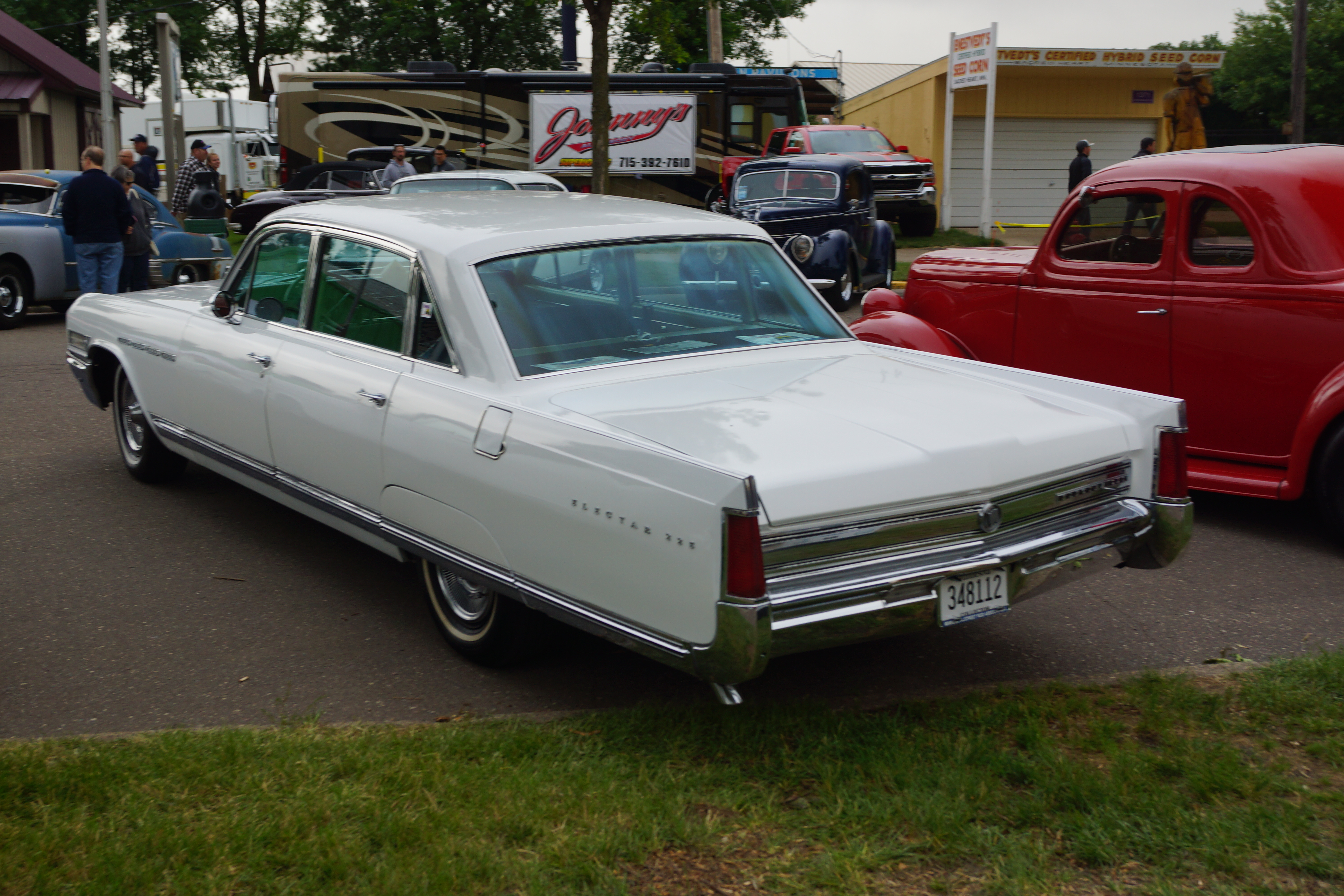

Велику платформу C від General Motors використали для створення Electra 225 1964 року, найбагатшого великого автомобіля Buick. Вузькі вертикальні задні ліхтарі були розміщені в майже прямих краях задніх крил, і так звані «двійки з чверткою» йшли зі спідницями на арках задніх коліс. Чотири традиційні отвори VentiPorts досі були на передніх крилах, а масивна лита решітка радіатора робила акцент на передній частині. Було застосоване широке оздоблення внизу вздовж кузова разом з яскравою вставкою в заглибленні задньої панелі. Літери Electra 225 були розміщені на задніх крилах, а на колесах особливі суцільні ковпаки. Оббивка салону з вінілу й парчі була на закритих моделях, тоді як шкіряна оббивка пропонувалась на сидіння кабріолета. Серед особливого стандартного обладнання Electra були підсилювачі керма і гальм, 2-швидкісні склоочисники з омивачем вітрового скла, набиті поролоном сидіння, електричний годинник, рамка номерного знаку, ліхтарик багажника, електричні підіймачі вікон і регулювання сидіння у двох положеннях на кабріолеті, сигнал безпеки і додаткові плафони. 2-ступеневу автоматичну трансмісію Dynaflow замінили на 3-ступеневу TH-400 в стандарті.

## Третя генерація (1965–1970)

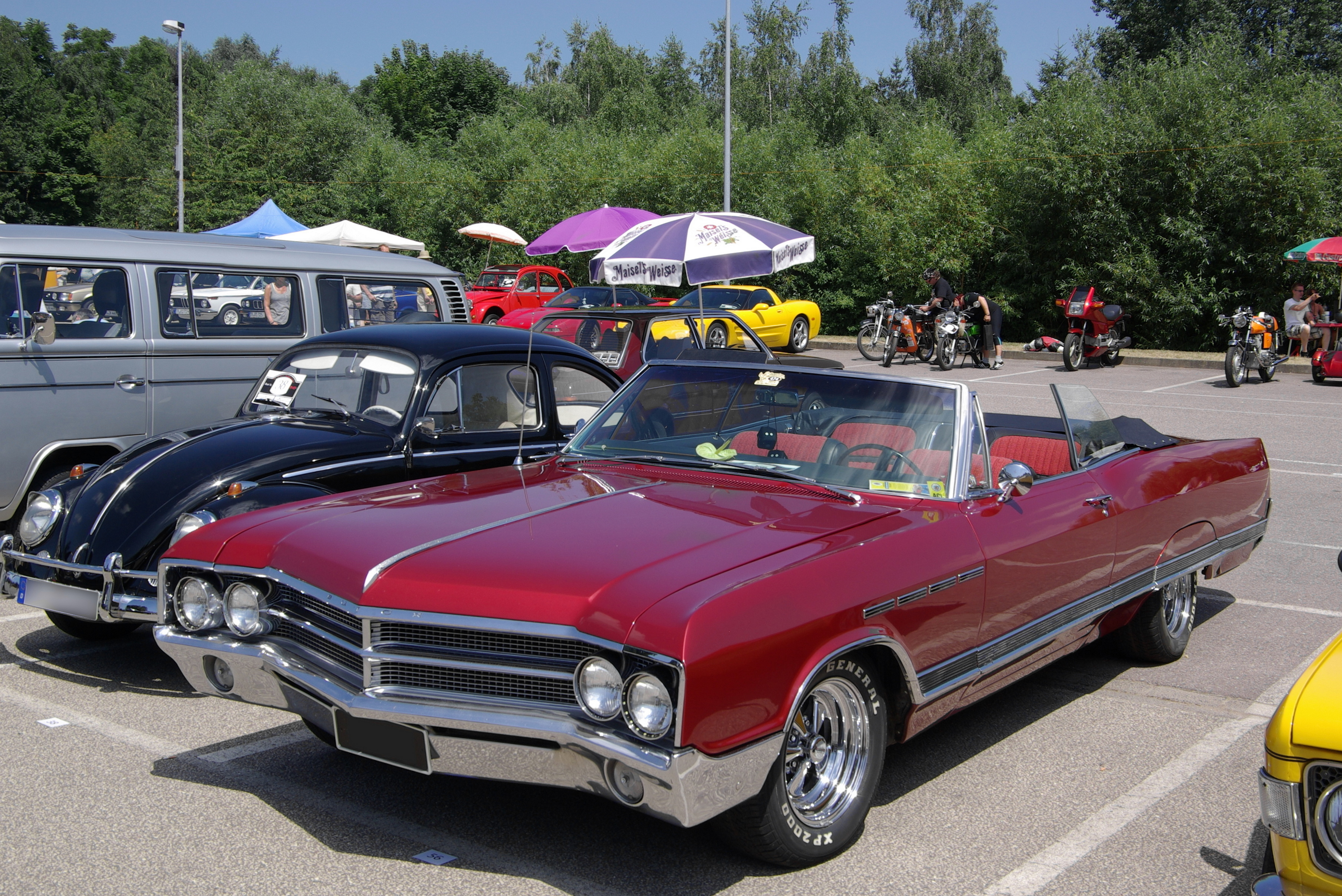
Кабріолет 1965 року

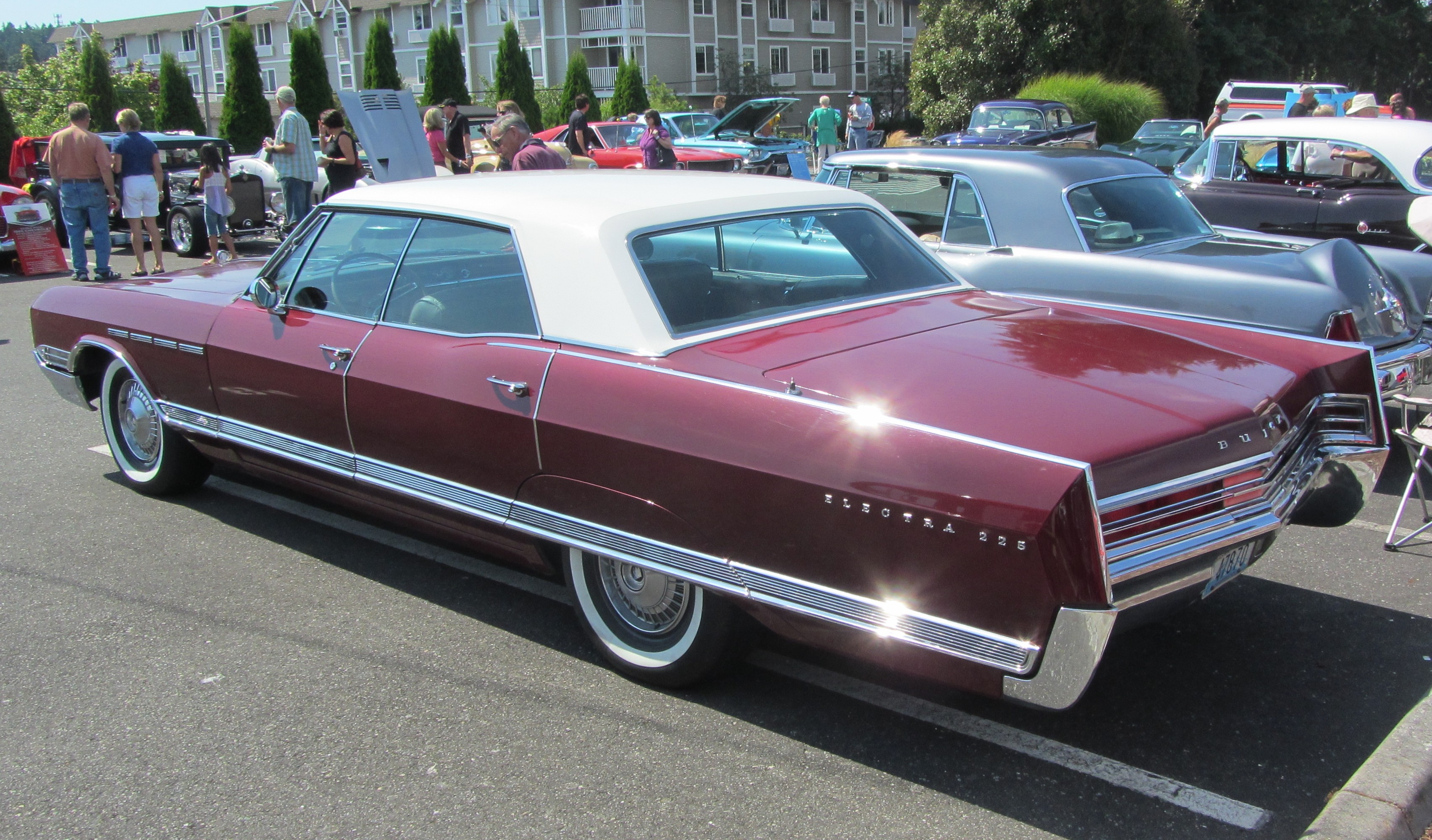

Всі пасажирські автомобілі GM отримали вагоме оновлення зовнішності в 1965 році, в якій домінували лінії пляшки Коки і профіль даху типу фастбек на моделях купе та відкинений 6-віконний кузов седан. В 1965 році Buick також змінив свою стратегію продажу, пропонуючи модель Electra 225 у двох рівнях оздоблення, базовий і Custom. Разом з новим кузовом прийшло нове шасі з повною рамою по периметру і боковими рейками, що замінили раніше застосовану X-подібну раму з 1961 року. Пропозиції двигунів лишились незмінними з 1964 року, включаючи стандартний 325-сильний 401 V8, і дві версії більшого 425 V8, що видавали 340 к. с. (250 кВт) з 4-камерним карбюратором чи 360 к. с. (270 кВт) з двома 4-камерними. 3-ступенева автоматична трансмісія Super Turbine 400 була стандартним обладнанням. Представлений в 1965 році новий тип кузова був 4-дверний седан з тонкими опорами, який мав вікна без рам з тонкою хромованою зафіксованою центральною опорою.

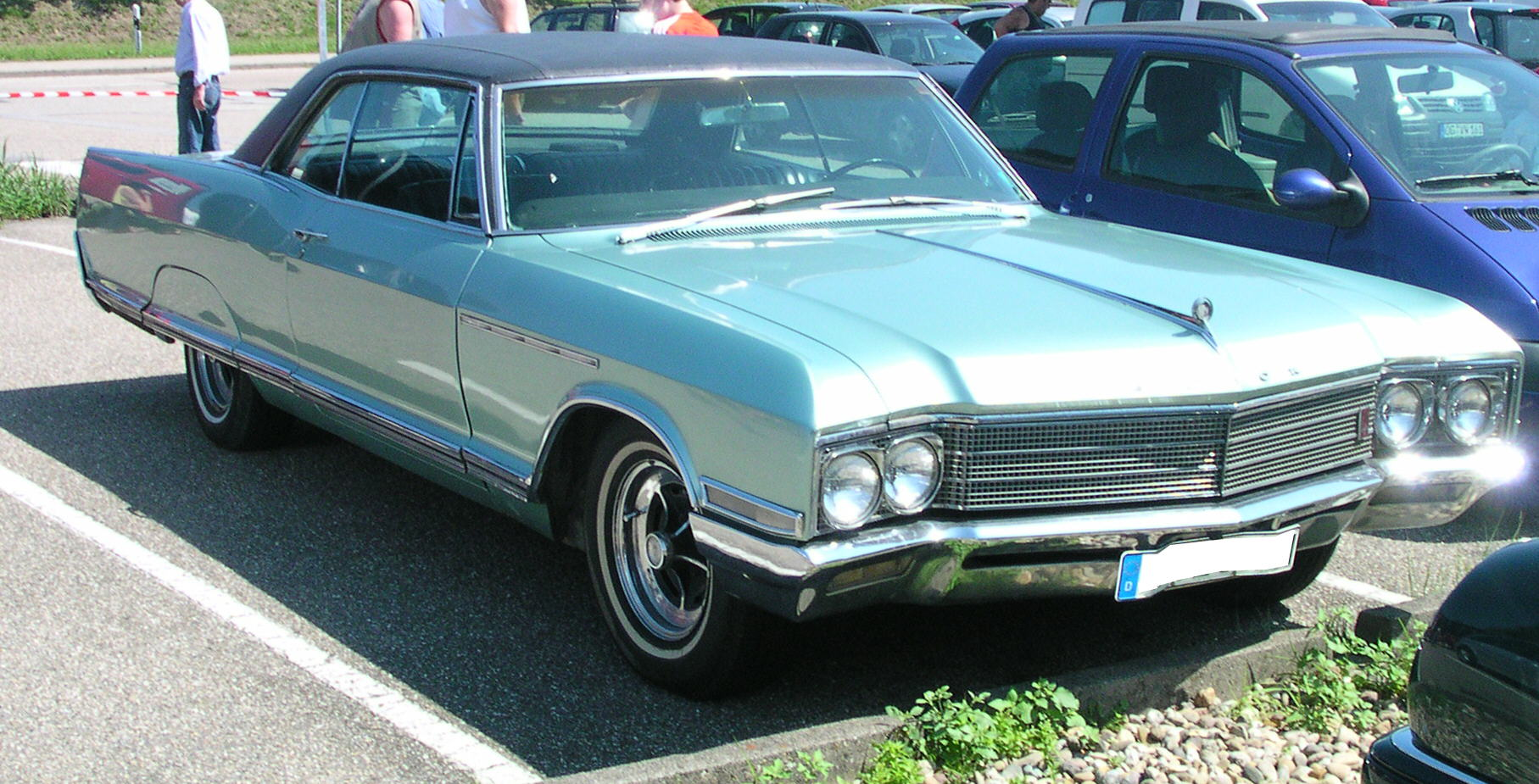
Купе 1966 року

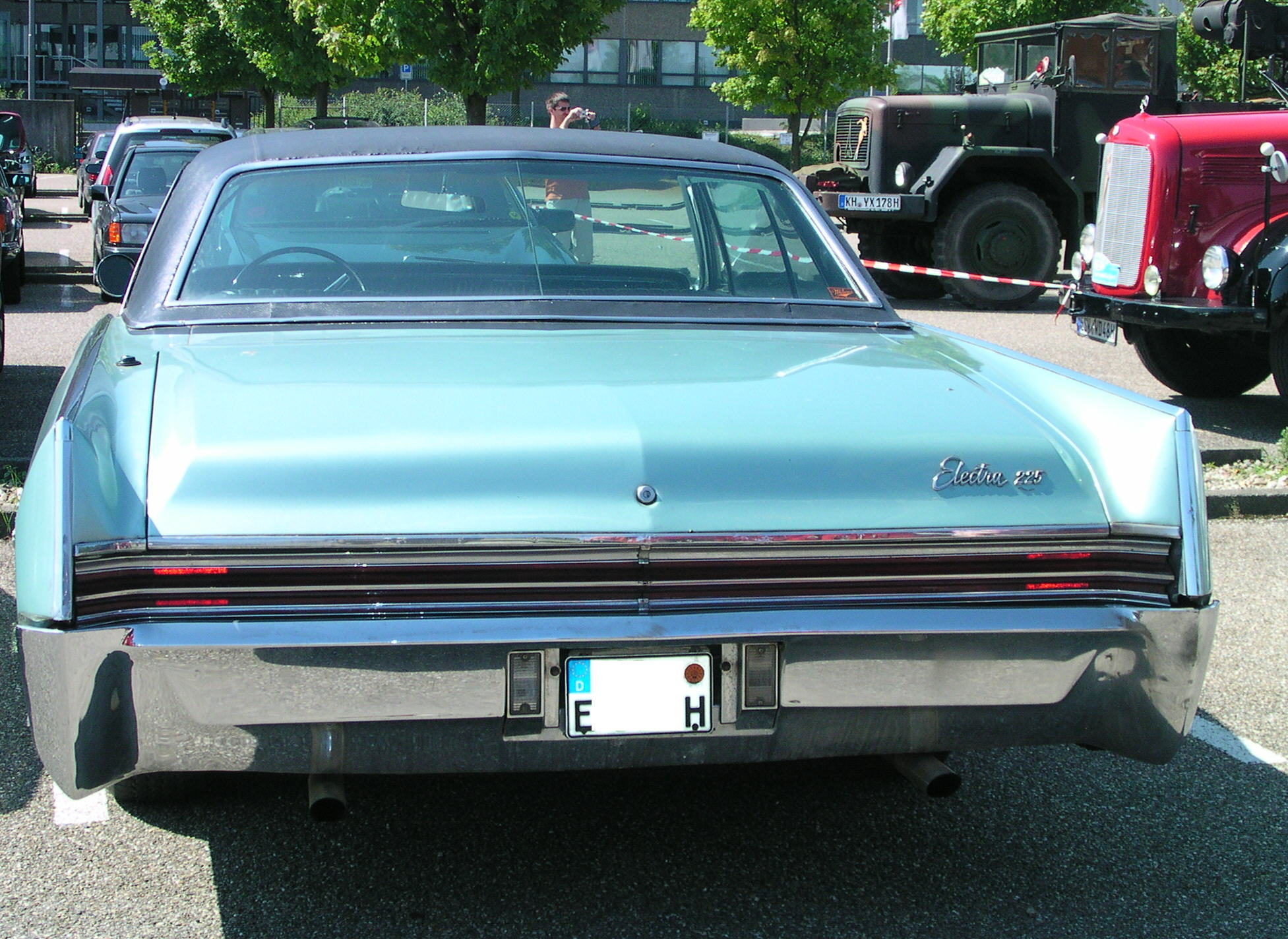

Electra 225 1966 року отримала незначне стильове оновлення, з новою решіткою радіатора, зміненим заднім ліхтарем на всю ширину і кришкою багажника, на якій був напис Electra 225 замість окремих літер BUICK в 1965 році. Пропозиції двигунів були далі незмінними з 1965 року, за винятком того, що 360-сильний 425 з двома 4-камерними карбюраторами був зміщений з заводської опції на дилерську. Всередині оновлена панель приладів мала горизонтальний стрілковий спідометр, шкалу пального і попереджувальні ліхтарі. Підголівники передніх сидінь стали опцією.

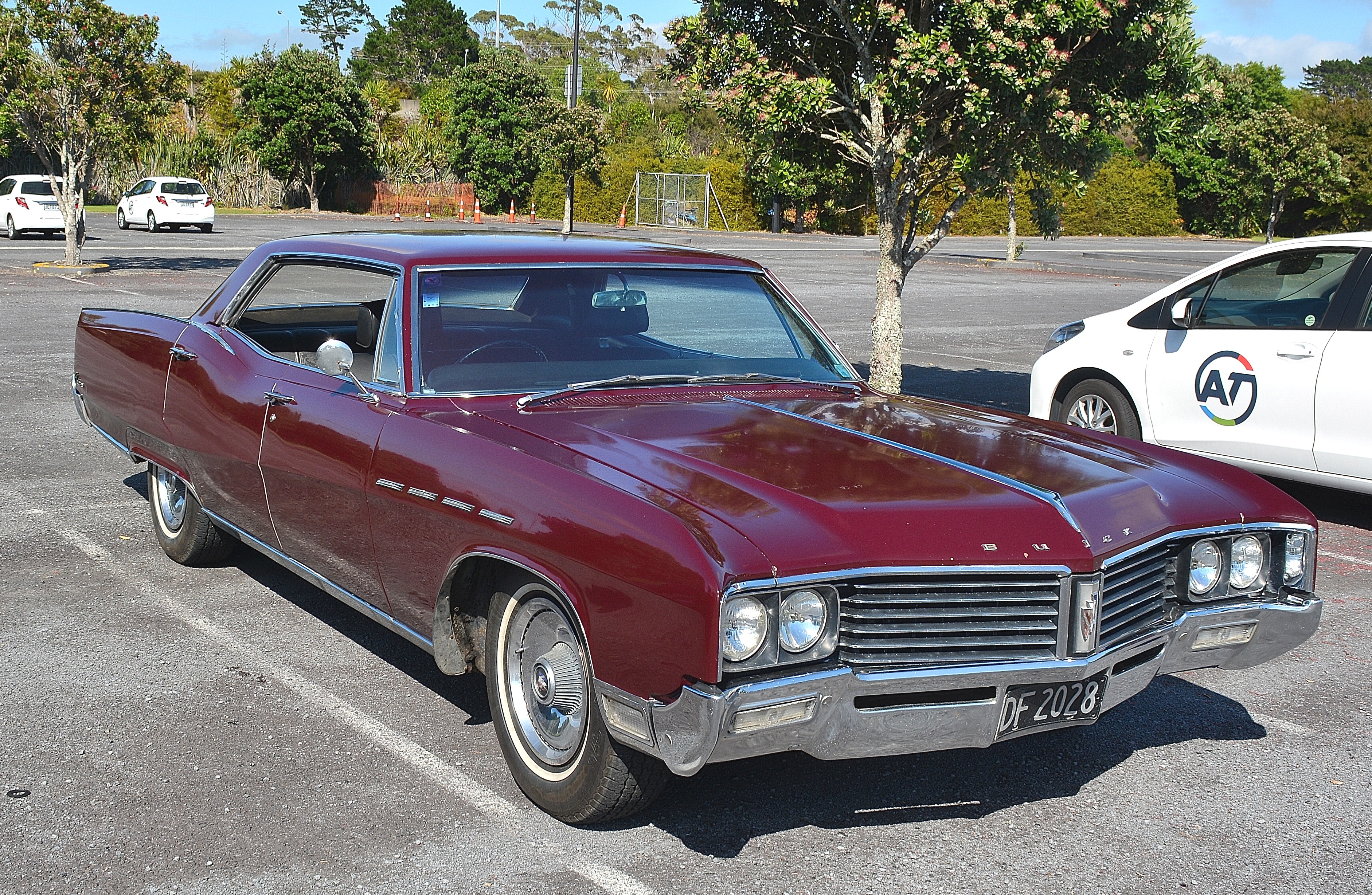
Хардтоп 1967 року

Помірне оновлення виділило Electra 225 1967 року з розділеною навпіл решіткою радіатора по горизонталі і вертикалі в стилі Pontiac/Oldsmobile. Обидві моделі базова і Custom пропонувались далі з доступним на 4-дверний хардтоп Electra 225 Custom новим набором опцій "Limited", відроджуючи назву, що прикрашала ультра-розкішний флагман Buick в другій половині 1930-х (і ще раз в 1958 році), який включав ультра-розкішне оздоблення інтер’єру. Новий 430-куб. дюймовий V8 потужністю 360 к. с. (270 кВт) з 4-камерним карбюратором замінив попередні V8 "Nailhead" 401 і 425 під капотом. Підсилювачі передніх дискових гальм були новою доступною опцією разом зі стерео касетним програвачем на 8 треків.

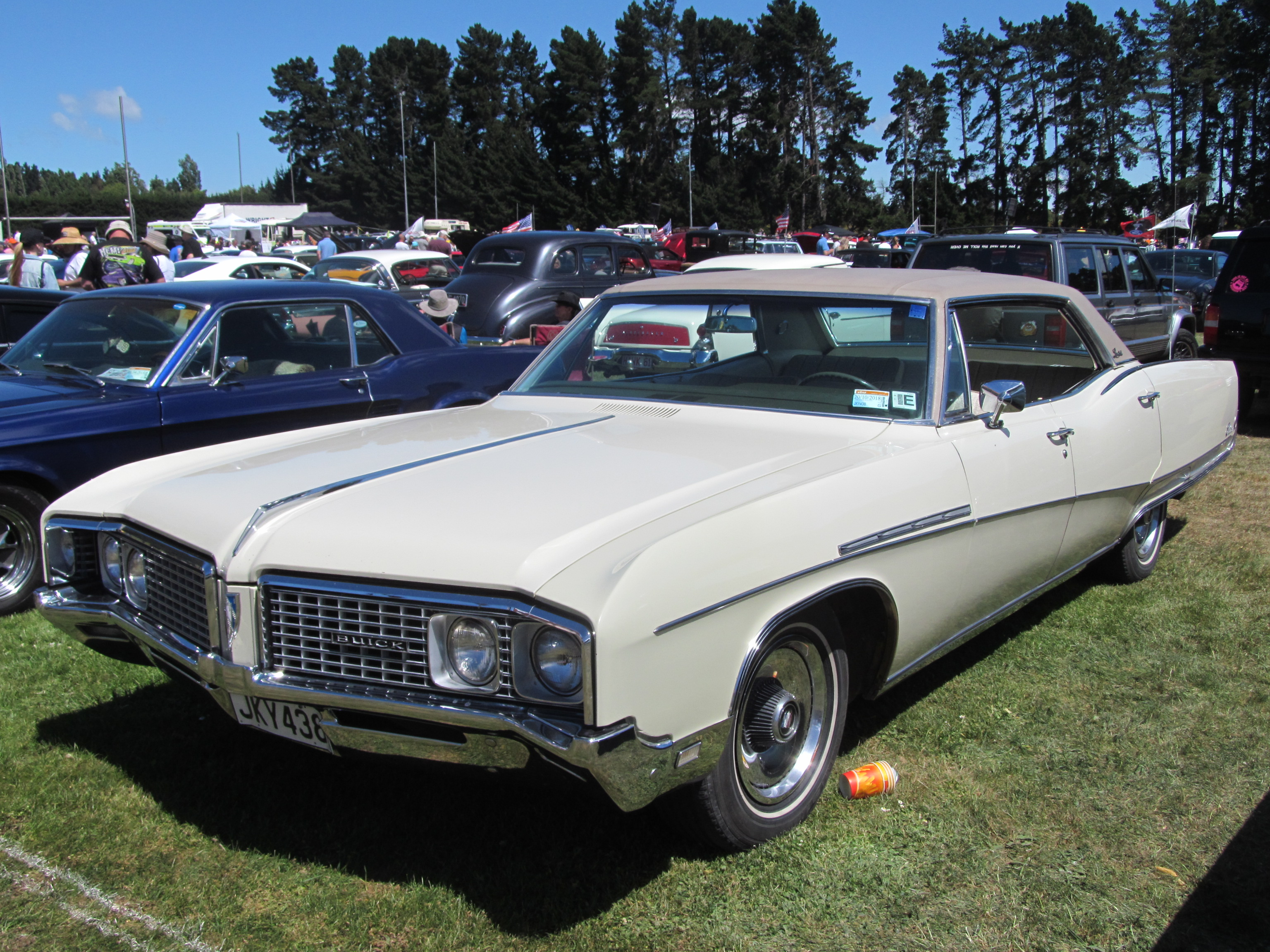
Хардтоп 1968 року

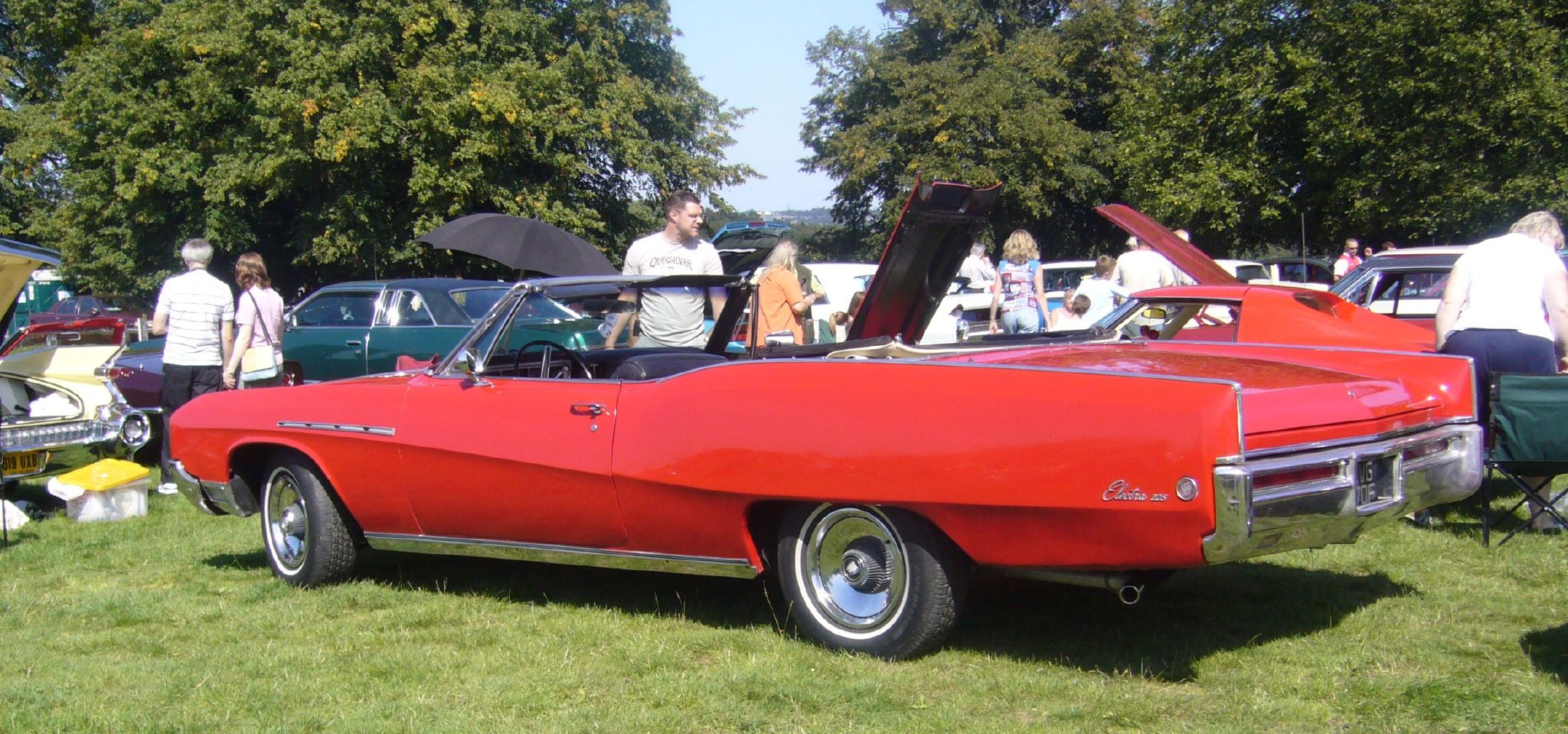

Electra 225 1968 року отримала оновлену решітку радіатора і оздоблення заднього ліхтаря разом з прихованими склоочисниками вітрового скла ззовні та оновлену панель приладів з квадратним спідометром і іншими приладами разом з новим кермом всередині. Плечові ремені безпеки були стандартними для водія і переднього пасажира. Досі пропонувались моделі базова і Custom, з доступною опцією оздоблення Limited на хардтоп седан Electra 225 Custom.

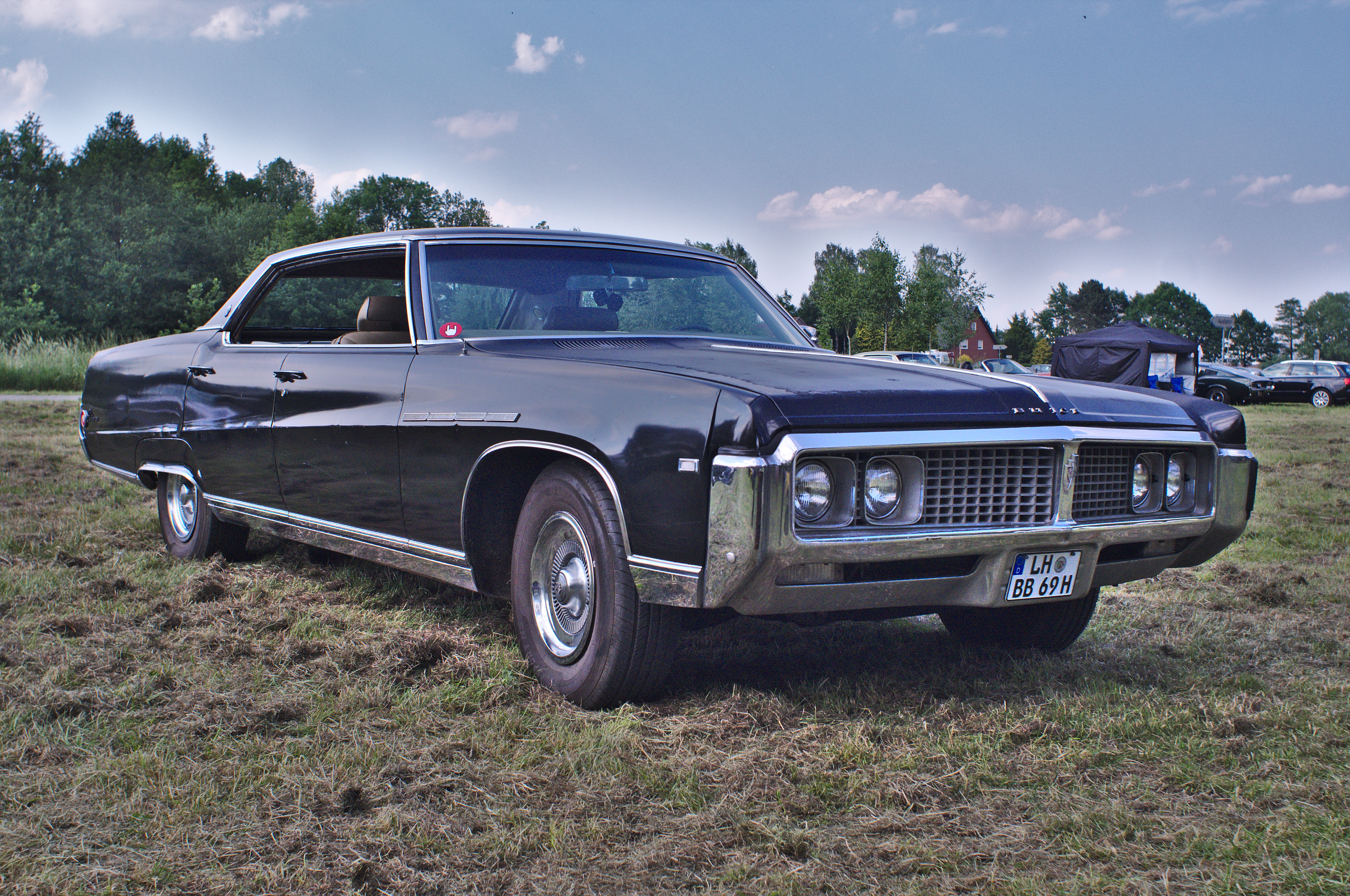
Хардтоп 1969 року

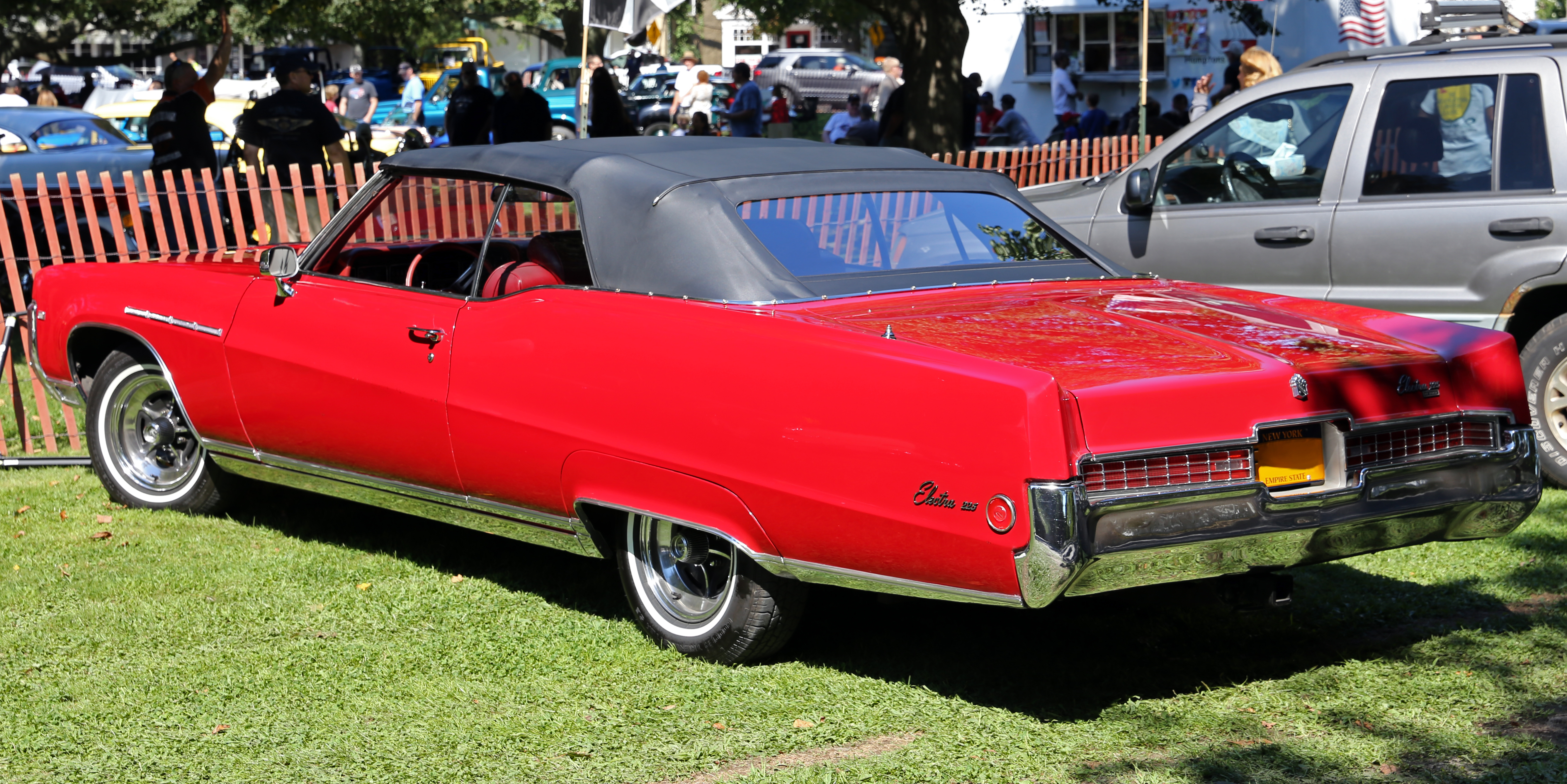

1969 рік також приніс вагоме оновлення Electra 225 та іншим автомобілям GM платформ B і C, з дещо більш чіткими лініями кузова, ніж в моделей 1965–68 років, але на тому самому шасі і внутрішній структурі кузова, представленими ще на моделі 1965 року, однак колісну базу збільшили на дюйм до 127 (3,200 мм). На моделі 1969 року вперше пропонувались підголівники сидінь в стандарті із-за федеральної вимоги з безпеки і колонкою керма із замком запалювання, яке також блокувало кермо з трансмісією в положенні "Park", особливість всіх автомобілів GM 1969, за рік до того, як воно стало федеральною вимогою з безпеки в 1970. Новою також була система підсилювача керма змінного співвідношення, в поєднанні з налаштуванням зміненої передньої підвіски під назвою "Accu-Drive."
Інші зміни включали передні вікна без кватирок. В 1969 році пропонувався той самий асортимент моделей базової і Custom, з доступним набором опцій "Limited" на седани і купе Custom. Новою опцією в наборі Limited було роздільний передній диван 60/40 з центральним підлокітником.
Знову пропонувались і були більш ефективними стандартні ребристі алюмінієві барабанні гальма. Були доступні й дискові гальма Bendix з 4 клапанами. 12" x 1" вентильовані сталеві ротори були спарені з литими залізними супортами. Подвійний вихлоп був опцією.

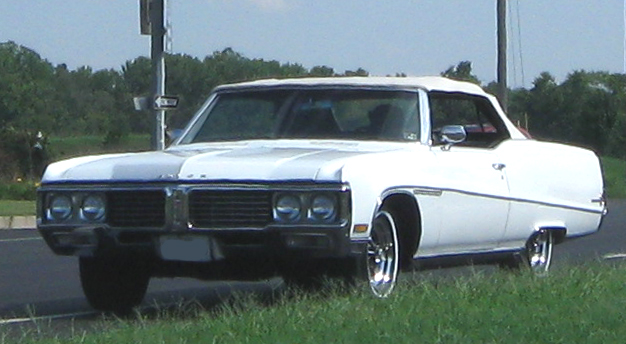
Купе 1970 року

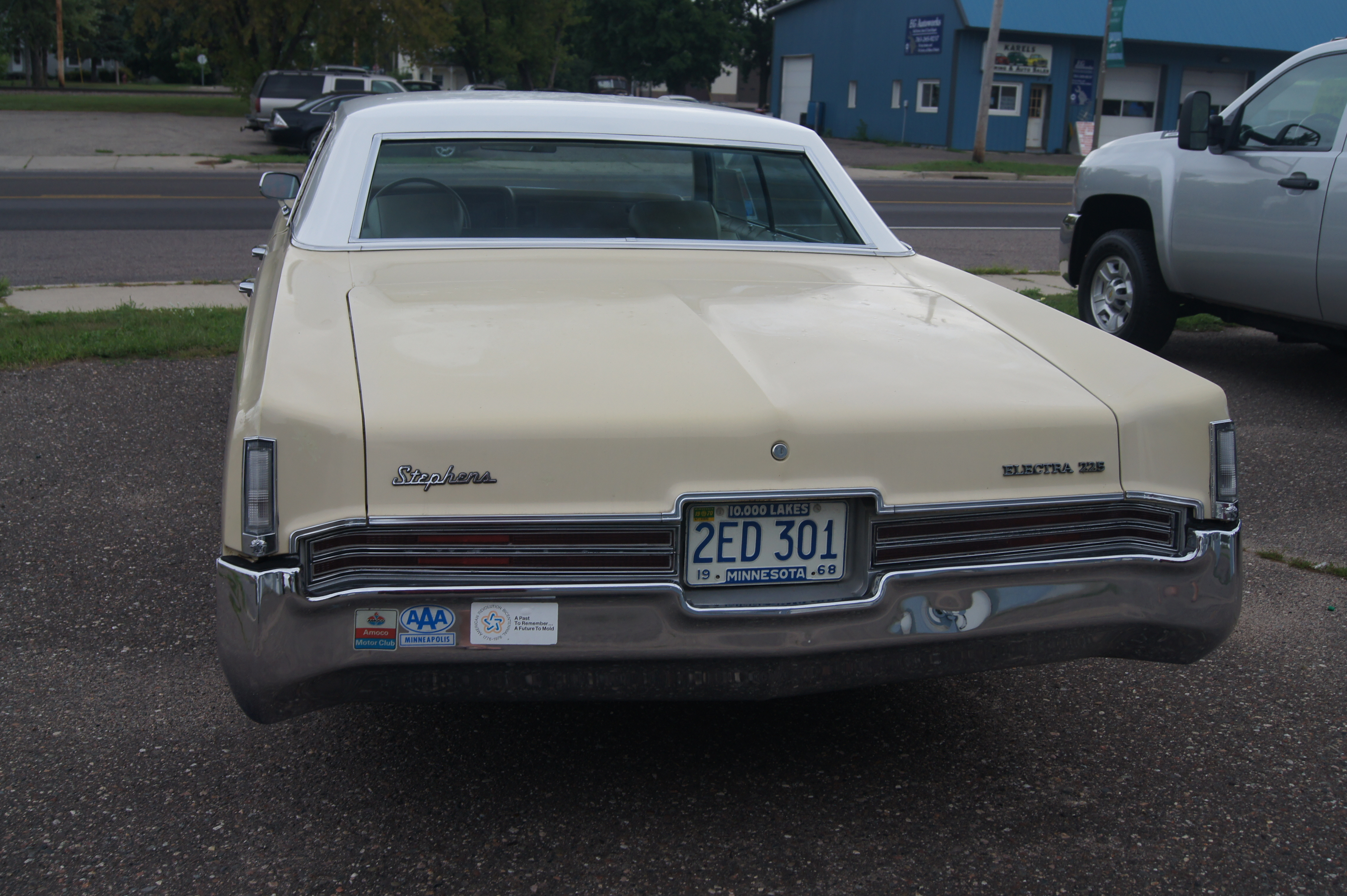

Ознакою Electra 225 1970 року було лиш незначне оновлення зі зміненою решіткою радіатора і оздобленням задніх ліхтарів. Великі новини були під капотом, де новий 455-куб. дюймовий V8 з 370 к. с. замінив 430 V8 1967–1969. Це був останній рік для кабріолета Electra, ребристих алюмінієвих барабанних гальм і двигунів з високим стисненням. Прихована радіо антена, яка доходила до двох дротів у вітровому склі, була новою цього року.
Універсал Estate Wagon був новим у 1970 році, який ділив 455 V8 Electra і отвори VentiPorts, але мав кузов B, як LeSabre і Wildcat, і відповідно ділив з ними 124-дюймову (3,150 мм) колісну базу й інтер’єр. Це був перший великий універсал Buick з 1964 року. Наступного року Buick Estate змістився на більший кузов Electra з більш об’ємним салоном.

## Четверта генерація (1971–1976)
Так само як інші бренди GM, Buick повністю оновив свої автомобілі платформ B і C на 1971 рік. Великі легкові авто зробились більшими і тяжчими, ніж будь коли до чи після них. Нові великі легкові кузова GM, при 64.3 дюймах простору для плечей спереду і 63.4 дюйми простору для плечей ззаду встановили рекорд ширини інтер’єру, якого не досягло жодне авто, аж до великих легкових задньо-привідних моделей GM початку-середини 1990-х. Стиль передбачав гнуті боки кузова, довгі капоти і широке використання скла. Всі Electra 225 були з кузовами хардтоп у 1971–1973 модельних роках, виключивши попередні варіанти 4-дверного седана з опорами і кабріолета. В 1974 році Buick пристосував кузов купе з опорою від GM і оснастив його опцією "Landau" на купе Electra Limited. Опційні ейрбеги для водія і пасажирів були також доступні з 1974 по 1976 роки, але не здобули популярність із-за їхньої вартості.

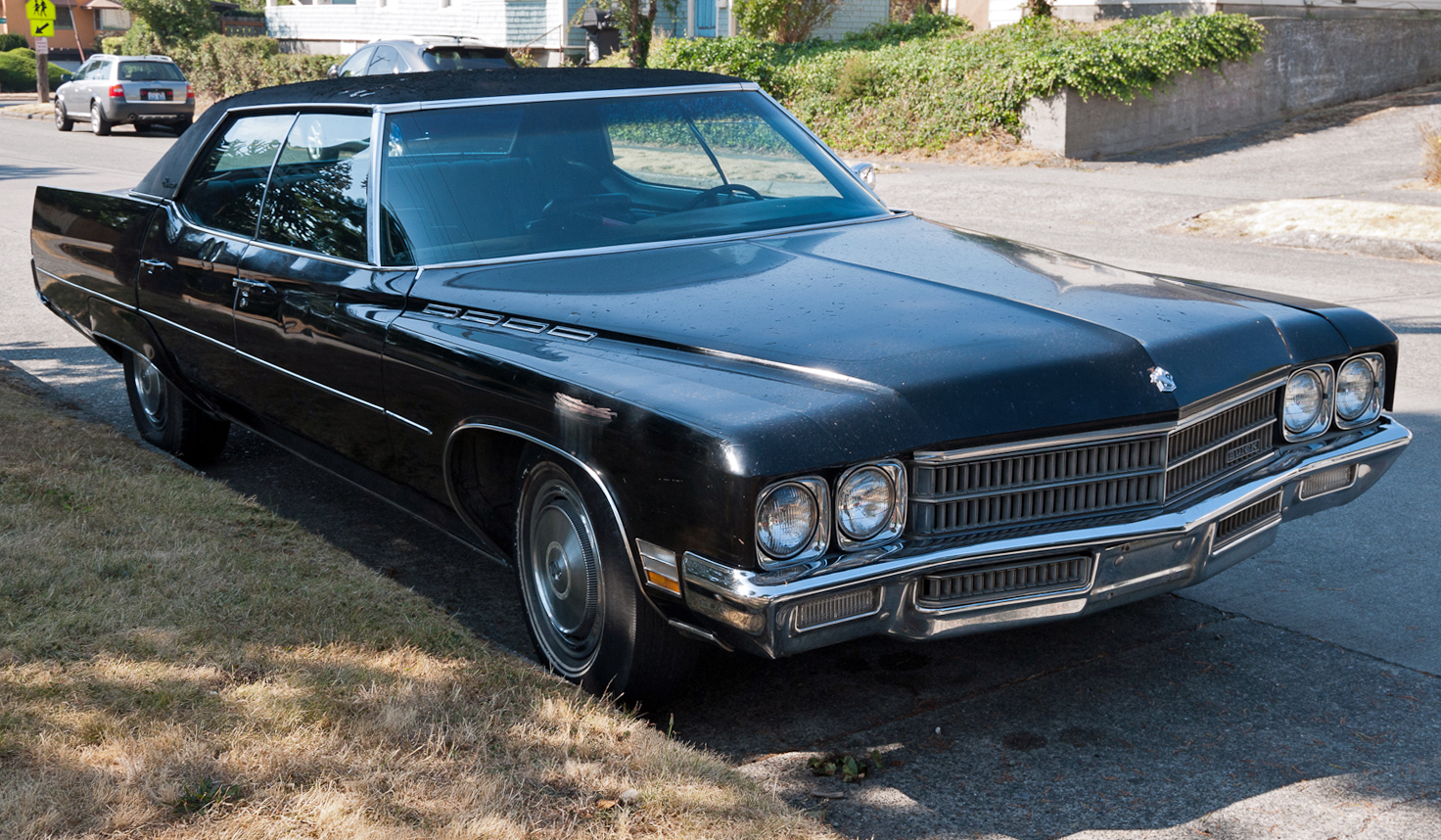
Хардтоп 1971 року

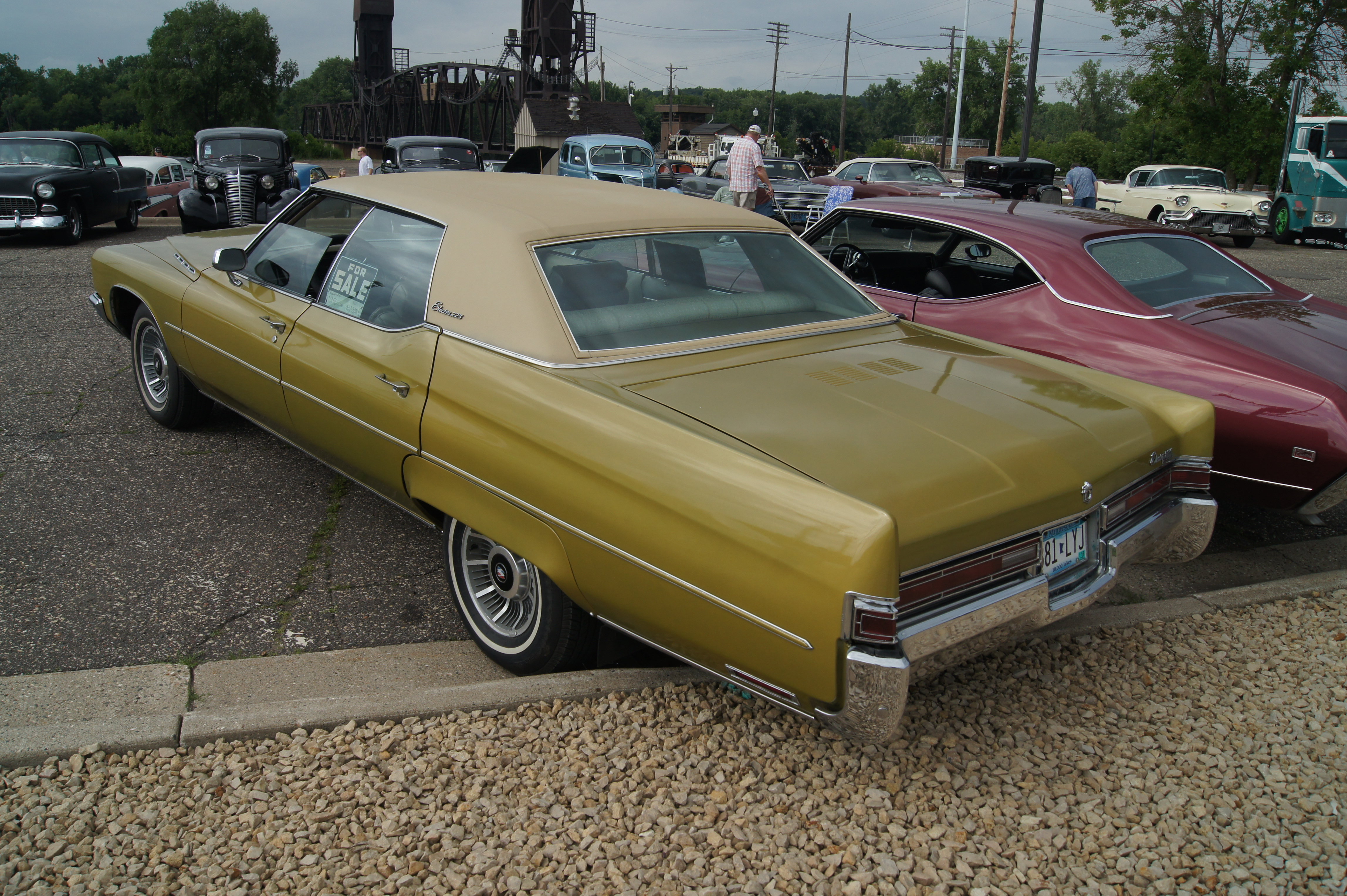

В перший рік для нової платформи C від GM, розділену з Oldsmobile 98 і Cadillac, Electra 225 1971 року була на новому шасі, яке зберегло 127-дюймову (3,200 мм) колісну базу зі стильовою еволюцією від попередніх моделей. Новий дизайн включав подвійну оболонку даху для кращого захисту при перекиданні і зниження шуму. Всередині було нове увігнуте торпедо типу кокпіт, яку ділили моделі платформи B LeSabre і Centurion, яке групувало всі шкали з легким доступом для водія.
Під капотом 455-куб. дюймовий V8 залишився у стандартному обладнанні, але з нижчим коефіцієнтом стиснення 8.5 до 1, в порівнянні з 10.25 до 1 в 1970 році, як частина спільної вимоги GM, щоб всі двигуни їздили на 91 октановому регулярному розбавленому, менш розбавленому і нерозбавленому бензинах. В результаті потужність також впала з 370 до 315 к. с.. Стандартне обладнання продовжувалось складатись з підсилювача керма змінного співвідношення і автоматичної трансмісії Turbo Hydra-matic. Підсилювачі передніх дискових гальм тепер були стандартні на Electra, замінивши 12-дюймові (300 мм) ребристі алюмінієві барабанні гальма, що застосовувались на великих легкових Buick з другої половини 1950-х.
Також новою на Electra 225 1971 року, так само як на LeSabre і Centurion та Riviera, була нова система підсилювача вентиляції. Вона, розділена з іншими автомобілями GM платформ B, C і E разом з компактним Chevrolet Vega, використовувала вентилятор обігріву для подачі повітря в салон через отвір на капоті, і виводило його через решітки в кришці багажника чи на задній панелі. По ідеї, пасажири могли насолоджуватись свіжим повітрям навіть під час руху на малій швидкості чи зупинившись, як при тягучках на дорозі. Однак, на практиці воно не діяло.
Однак, за пару тижнів після дебюту моделей 1971 року, Buick — і всі решта дилерів GM — отримали численні скарги від водіїв, які скаржились на систему вентиляції, яка засмоктувала холодне повітря в салон перед тим як обігрівач міг його нагріти — і неможливо було вимкнути. Систему вентиляції докладно переробили на 1972 рік.
Великий універсал Buick Estate Wagon ділив 127.0-дюймову (3,230 мм) колісну базу і 455-куб. дюймовий V8 з Electra 225 в 1971–1976 роках, а також ділив салон і зовнішній стиль з 1971 по 1974 рр. (повністю, з характерними чотирма отворами VentiPorts). І щоправда з 1975 по 1976 роки кількість VentiPorts зменшили на одну, а передню панель понизили до LeSabre, характерні хромовані смуги порогів, арок і задніх крил від Electra 225 (хоча без спідниць на арках) залишились. Це були перші універсали Buick, яких робили на найбільшому шасі Buick з часів універсалів Roadmaster 1947–53 рр.. Estate Wagon, так само як інші великі легкові універсали GM тих років, використовував унікальну задню підвіску з листовими ресорами замість спіральних пружин, як в інших великих легкових Buick та інших великих автомобілях GM. Estate Wagon також мав двері багажника типу розкладачки, де електрифіковане скло ковзало вгору під дах, коли двері (вручну чи автоматично) ковзали в заглиблення під дном вантажного відділу. Електричні двері багажника, перші в історії універсалів, остаточно витіснили ручні, які вимагали значних зусиль її піднімати від місця фіксації. Вона керувалась вмикачами на панелі приладів чи ключем в шпарині на задньому крилі. Система розкладачки, важка і складна, полегшила завантаження і розвантаження надмірно довгих універсалів у тісних просторах. Але вона залишилась незастосованою жодним іншим виробником та була усунена, коли GM зменшив довжину універсалів приблизно на фут в 1977 році, і головним занепокоєнням стала збільшена економія пального.
При вантажній вазі в 5,182 фунти (2,351 кг) або спорядженій масі в приблизно 5,400 фунтів (2,400 кг), Estate Wagon 1974 року з трьома сидіннями був найважчим автомобілем Buick за весь час, навіть важчий за лімузини Buick Limited 1936–42 рр..

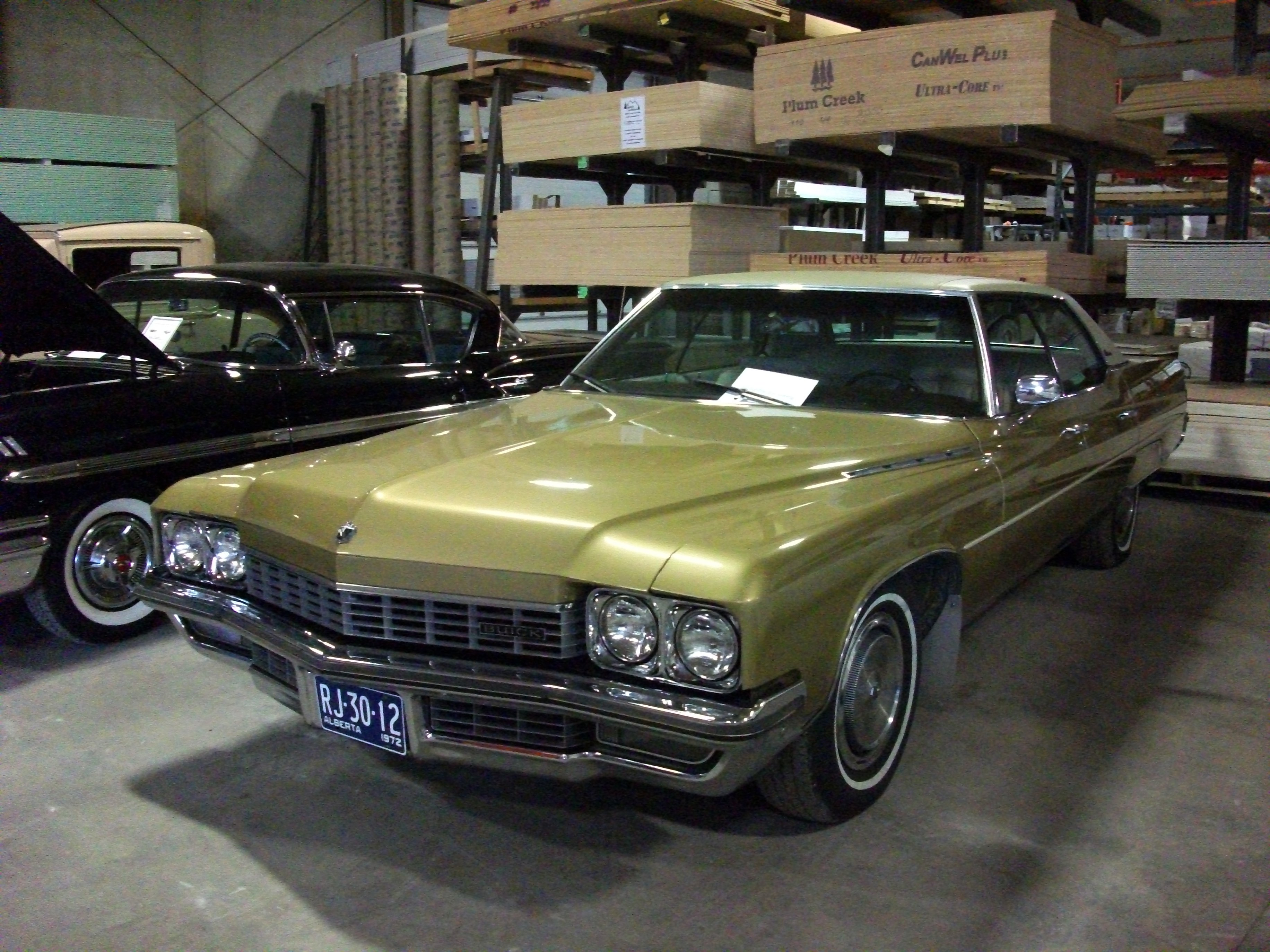
Хардтоп 1972 року

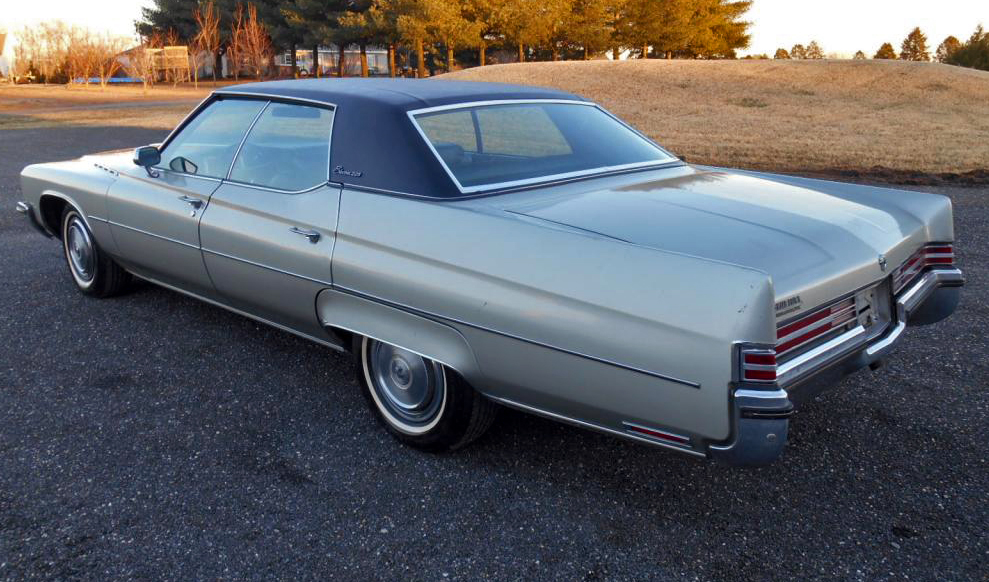

Новий візерунок сітчастої решітки радіатора і оздоблення задніх ліхтарів виділяли Electra 225 1972 року. Проблемну систему вентиляції 1971 року замінили на нову з отворами в дверних одвірках замість на задній панелі в 1971 році.
455 V8 зберегли і тепер мав чисті 250 к. с. в порівнянні з повними 315 к. с. 1971 року. Різниця в заявленій потужності за два роки була із-за широкого перемикання виміру потужності з брутто (оцінена динамометром і не встановленим в авто) в нетто (яку встановлювали в авто з аксесуарами і контролем викидів). Buick 1972 року був доступним в комплектаціях: Electra 225, Electra 225 Custom і Electra 225 Custom Limited.

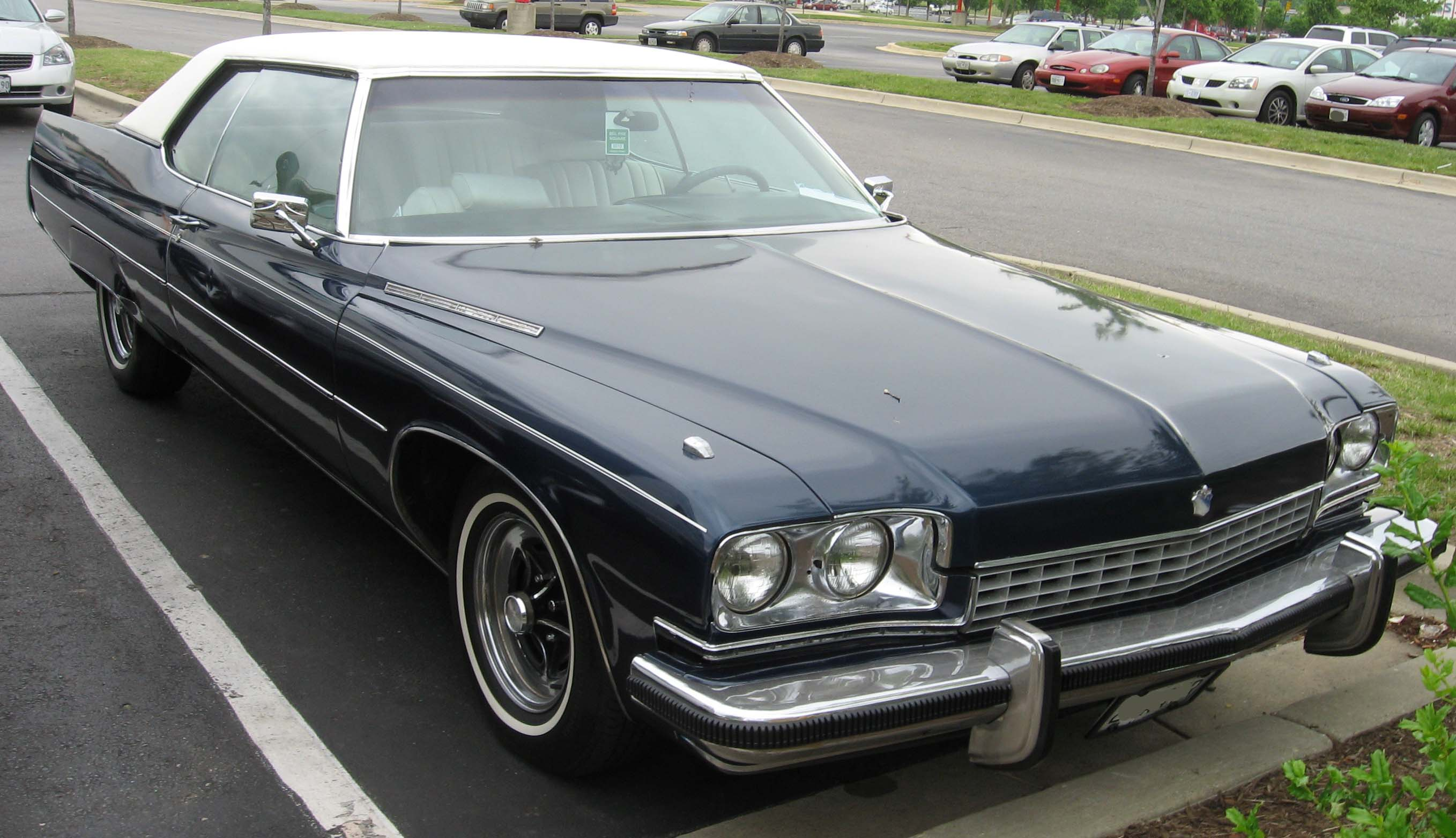
Купе 1973 року

Видозмінена сітчаста решітка радіатора над новим вираженим переднім бампером (федеральна вимога при зіткненнях на 5 миль/год (8 км/год)) і зміненими задніми ліхтарями були серед найбільш помітних змін Electra 225 1973 року. Всі двигуни отримали клапани EGR для відповідності щоразу жорсткіших стандартів по викидах 1973 року (клапани EGR мали двигуни Каліфорнійські автомобілі Buick 1972 року).

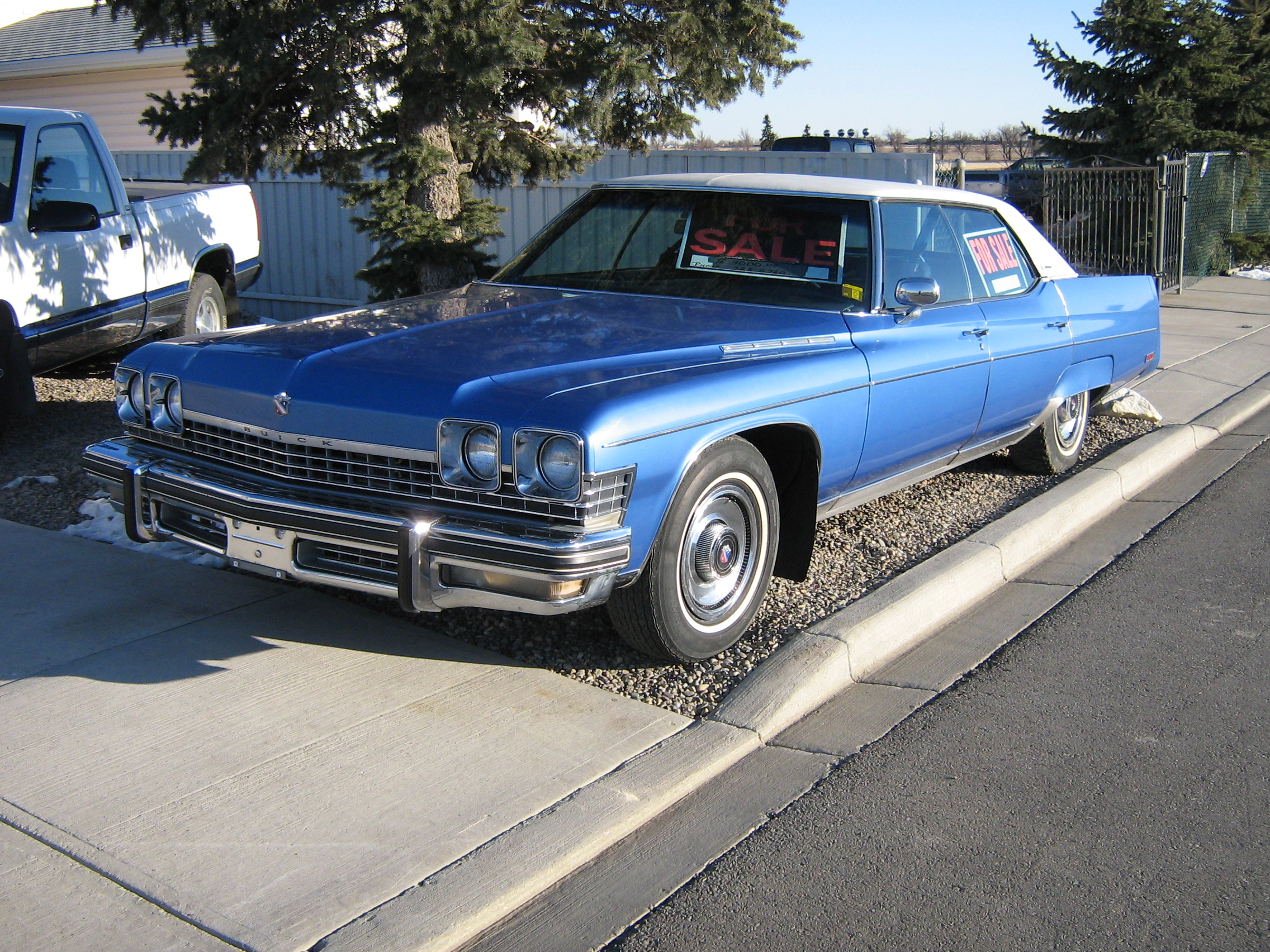
Хардтоп 1974 року

Новий візерунок решітки радіатора, нова задня панель зі зміненими ліхтарями та новий задній бампер (федеральна вимога при зіткненнях до 5 миль/год (8 км/год)) виділяли Electra 225 1974 року, яка була досі доступною в базовій і Electra Custom комплектаціях. Electra Limited, раніше опція розкішного оздоблення на моделях Custom, була підвищена до статусу окремої моделі. Моделі Electra Limited також отримали електричні підіймачі вікон, сидіння водія з електричним регулюванням і новий цифровий годинник в стандарті, разом з опцією шкіряної оббивки салону, перші Buick (разом з Riviera того року), на які пропонувались справжні шкіряні сидіння від часу Riviera 1963 року. Buick Electra Limited 1974 року мав велюрові сидіння і дверні карти, ідентичні моделі Oldsmobile 98 Regency 1974 року.
455 V8 був змінений для відповідності федеральному і Каліфорнійському стандартам з викидів 1974 року, зі зниженням потужності з 250 в 1972–73 до 230 к. с. в 1974. Єдиною в році опцією на Electra '74 був подвійний вихлоп Stage 1 455 високої продуктивності і оцінка в 245 к. с. (183 кВт). 1974 був останнім роком для хардтоп купе без опори, щоправда 4-дверний хардтоп продовжили випускати до 1976.
Всередині увігнуте торпедо було суттєво оновлене і вперше доступна як опція (і замовлена рідко) була система подушки безпеки для водія з ексклюзивним дизайном керма. 1974 був фінальним роком для опції контролю зчеплення Max Trac. Новими опціями 1974 року були радіальні шини і ліхтарик сигналу "low fuel" загорався, коли бак пального мав лише чотири галони. На купе Limited була доступна нова відмінна опція "Landau", що включала тоді популярні задні бокові вікна «опера» і вінілову обтяжку задньої чверті даху.

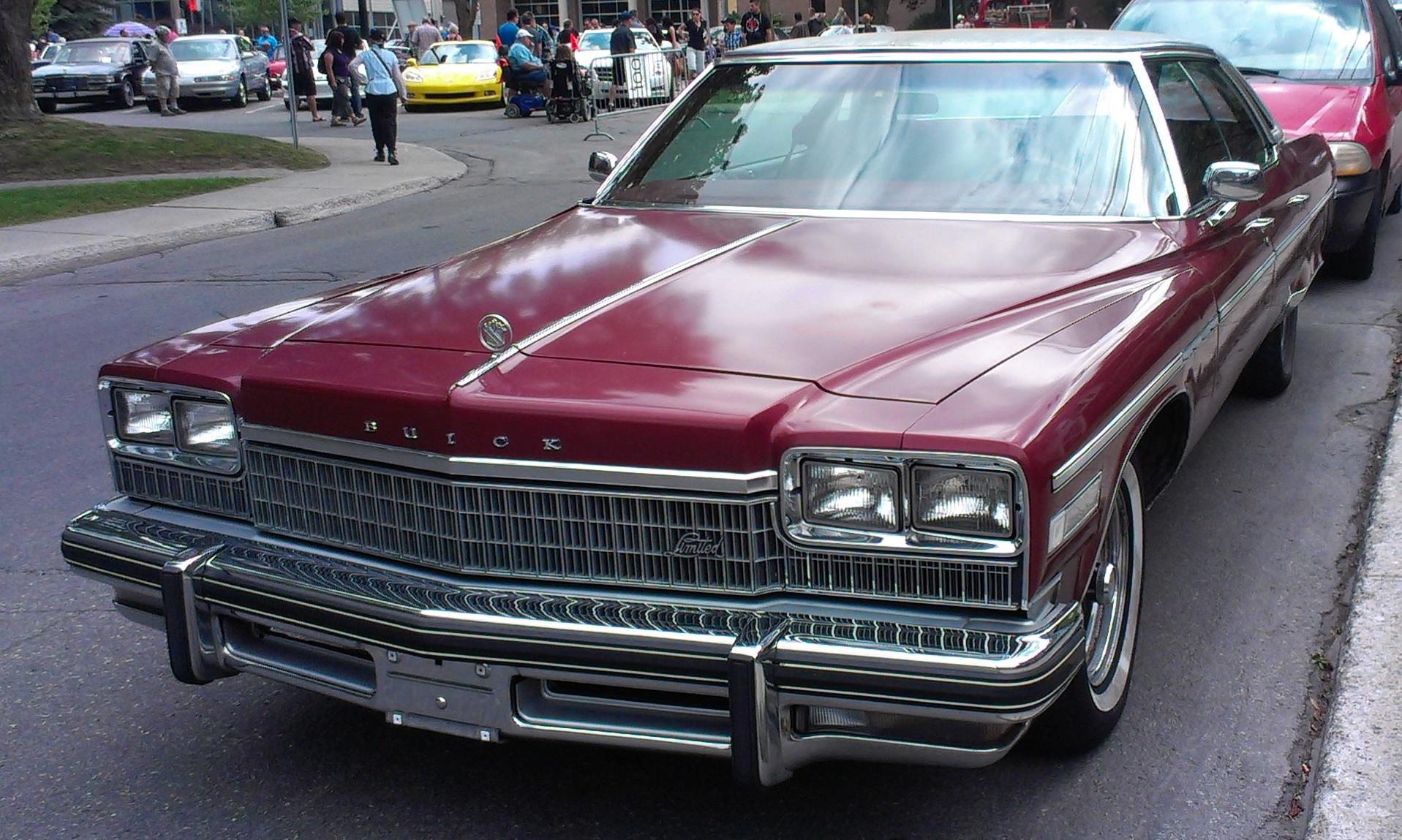
Хардтоп 1975 року

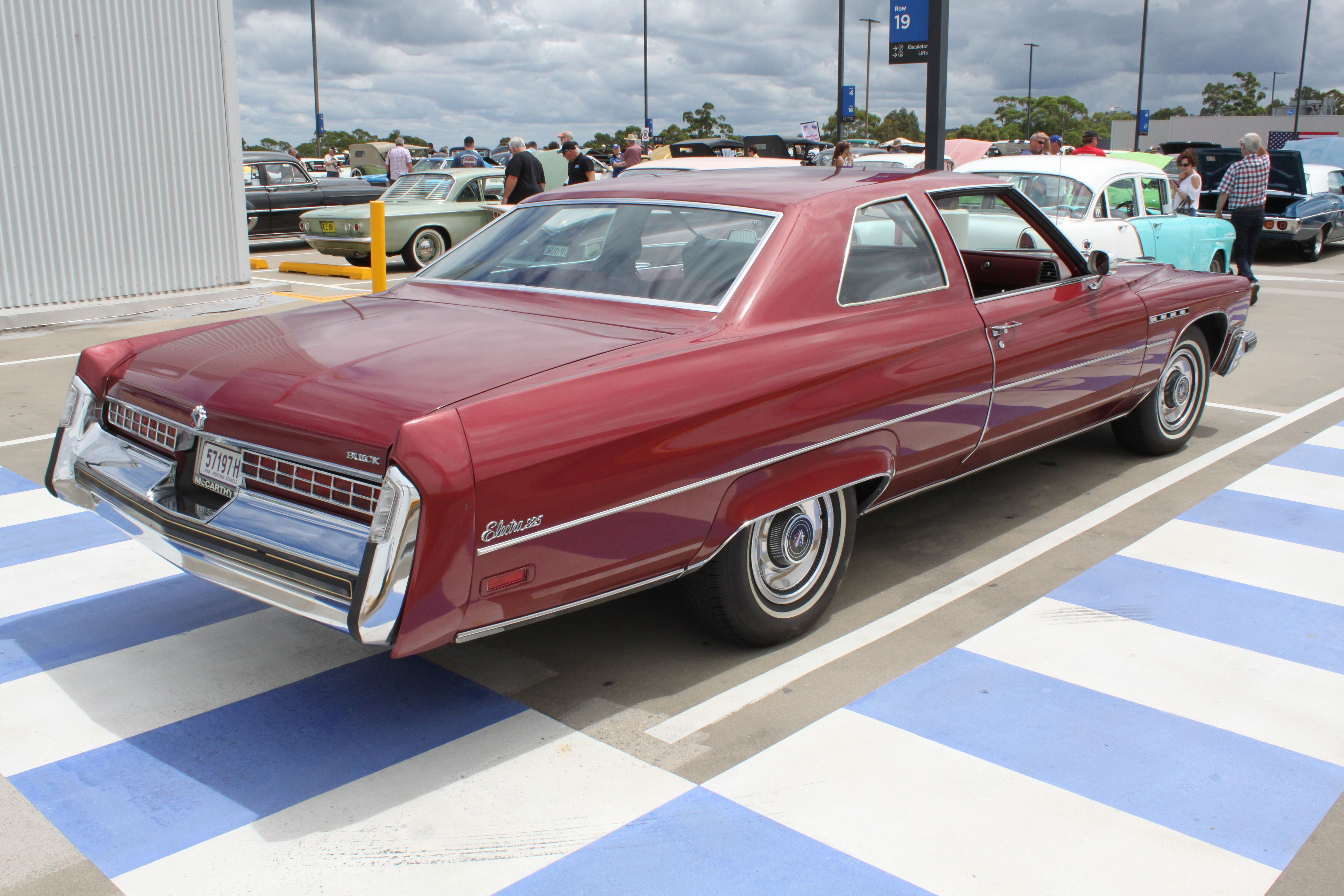

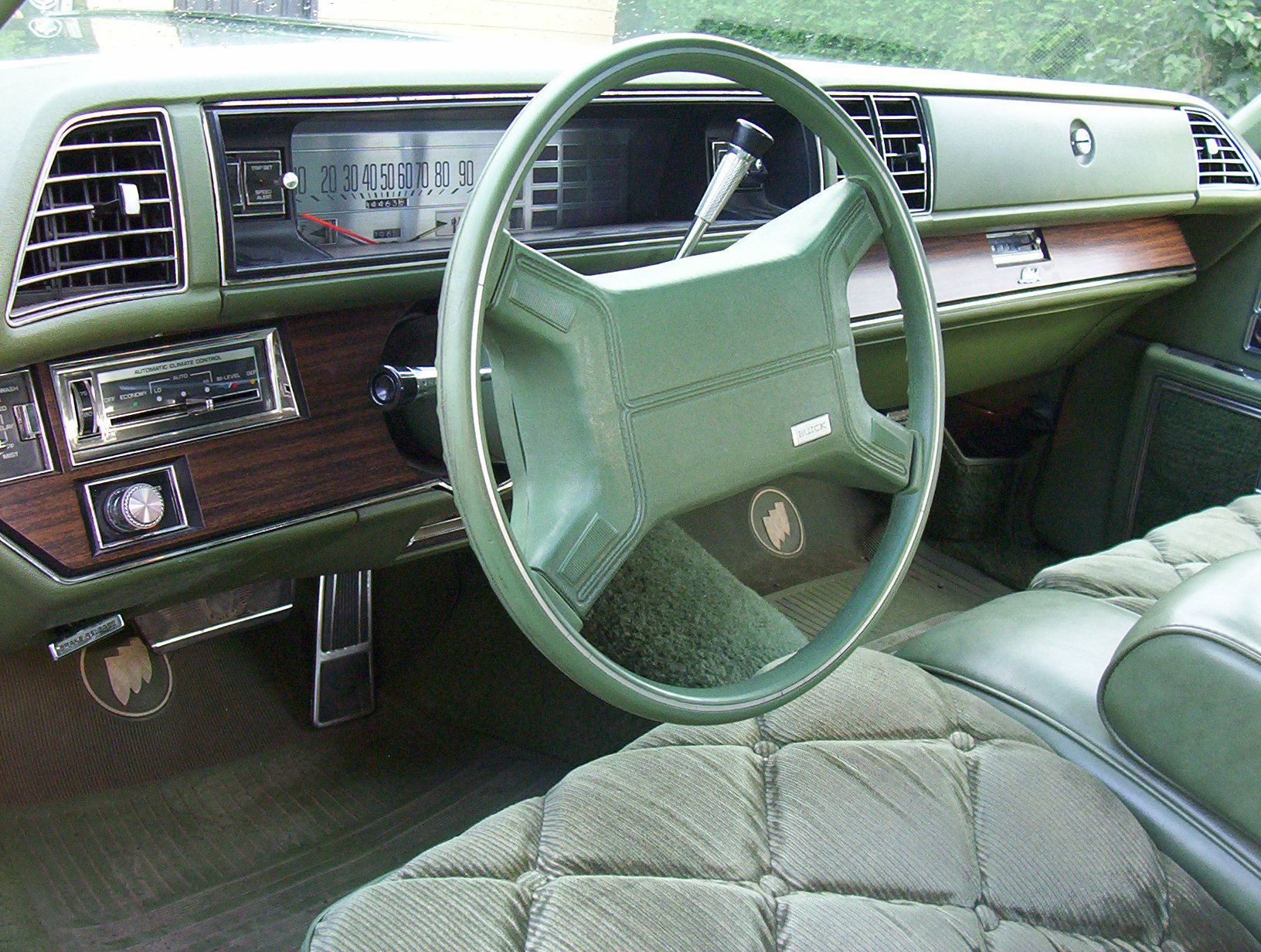
Салон моделі 1975 року

1975 рік спричинив зміни у всіх автомобілях платформи C General Motors. В 1975 році всі купе Electra 225 мали закріплені задні бокові вікна і центральні опори. 1975 також приніс з собою новішу передню панель і вигляд інтер’єру. Прямокутні фари стали стандартними на всіх автомобілях платформи C GM, разом з багатьма іншими. Це, в свою чергу, дозволило інженерам понизити передок для зменшення аеродинамічного спротиву, але це не було дуже помітно з новим дизайном. Electra отримала нову металеву сітчасту решітку радіатора, яка займала більшу частину передньої панелі, закінчуючись під фарами. Решітка мала габаритні ліхтарі по боках. Також був вибір базової моделі Electra 225, чиї оздоблення і ознаки вдосконалили до того ж рівня, що й Electra 225 Custom роком раніше, кращої Limited та Park Avenue. Electra 1975 року також була найдовшим Buick за весь час при 233.4 дюйми (5,928 мм), що є більше 19 футів. Ці авто припинили розвиток новіших Electra і Park Avenue величезного розміру і ваги, з переднім приводом.
Електричні підіймачі вікон і регулювання сидіння водія стали стандартними на всіх моделях Electra 1975 року. Також новими у стандартному обладнанні були радіальні шини. Electra 1975 року була одним з перших автомобілів GM, що пропонував систему повітряної подушки безпеки або "ейрбег".
Всередині, нове плоске торпедо (розділене з LeSabre, Estate Wagon і Riviera) з горизонтальним стрілковим спідометром (срібний фон з чорним циферблатом) замінило увігнуте торпедо типу кокпіт попередніх років, а також оновились рисунки дверних карт. Спідометр отримав розмітку зі 120 до 100 миль/год (160 км/год), а також додали розмітку в кілометрах. Buick Electra Limited 1975 року отримала повністю новий інтер’єр.
Технічні зміни 1975 року включали додачу каталізатора і електронного запалювання не лише для відповідності жорсткішим нормам по викидах 1975 року і далі, але також подовження інтервалів поточного обслуговування, та покращення економії пального і ходових якостей, які були необхідними в епоху прямо після паливної кризи 1973–74 рр., а також поклало кінець подвійному вихлопу і вимогливому використанню лише нерозбавленого бензину, так як каталізатор працював марно, в разі забруднення домішками свинцю. Коефіцієнти ведучого моста також знизили для допомоги в покращенні витрати пального. 455 4-камерний V8, який тепер видавав 205 к. с. (153 кВт), також лишився стандартним і єдиним доступним двигуном.
Park Avenue, спершу набір опцій для внутрішнього комфорту і зовнішності, дав покупцям надмірно-розкішні сидіння з подушок, центральну консоль, велюрову стелю, товстіший килим, і покращений вигляд дверних карт. Сидіння Park Avenue розробляло ательє Flexsteel. Цей дизайн сидіння був подібним до того, що в Cadillac Sixty Special з опцією Talisman (1974–1976) і лишився на Park Avenue аж по 1980 модельний рік. Деякі Park Avenue були виготовлені з суцільною центральною консоллю (не як половинною на Sixty Special Talisman), яка витіснила місце для 6-го пасажира по центру спереду, між водієм і переднім пасажиром. Центральна консоль була відкинена в 1977, оскільки покупці скаржились на брак місця для сидіння для шостого пасажира, що було спільним в багатьох великих седанах того часу. В 1975 році також пропонувався більш розкішний Park Avenue Deluxe, який продавався лише того року, і включав кожну опцію, доступну на Electra (диференціал posi-traction, 15-дюймові спортивні колеса, заднє автоматичне вирівнювання тощо). Park Avenue Deluxe був дорогою опцією, не популярною серед покупців; було зроблено лише 37 машин. Park Avenue лишився набором оздоблення найвищого рівня аж по 1990 рік. В 1991 році назву Electra відкинули і Park Avenue замінив її в якості флагманського седана Buick.

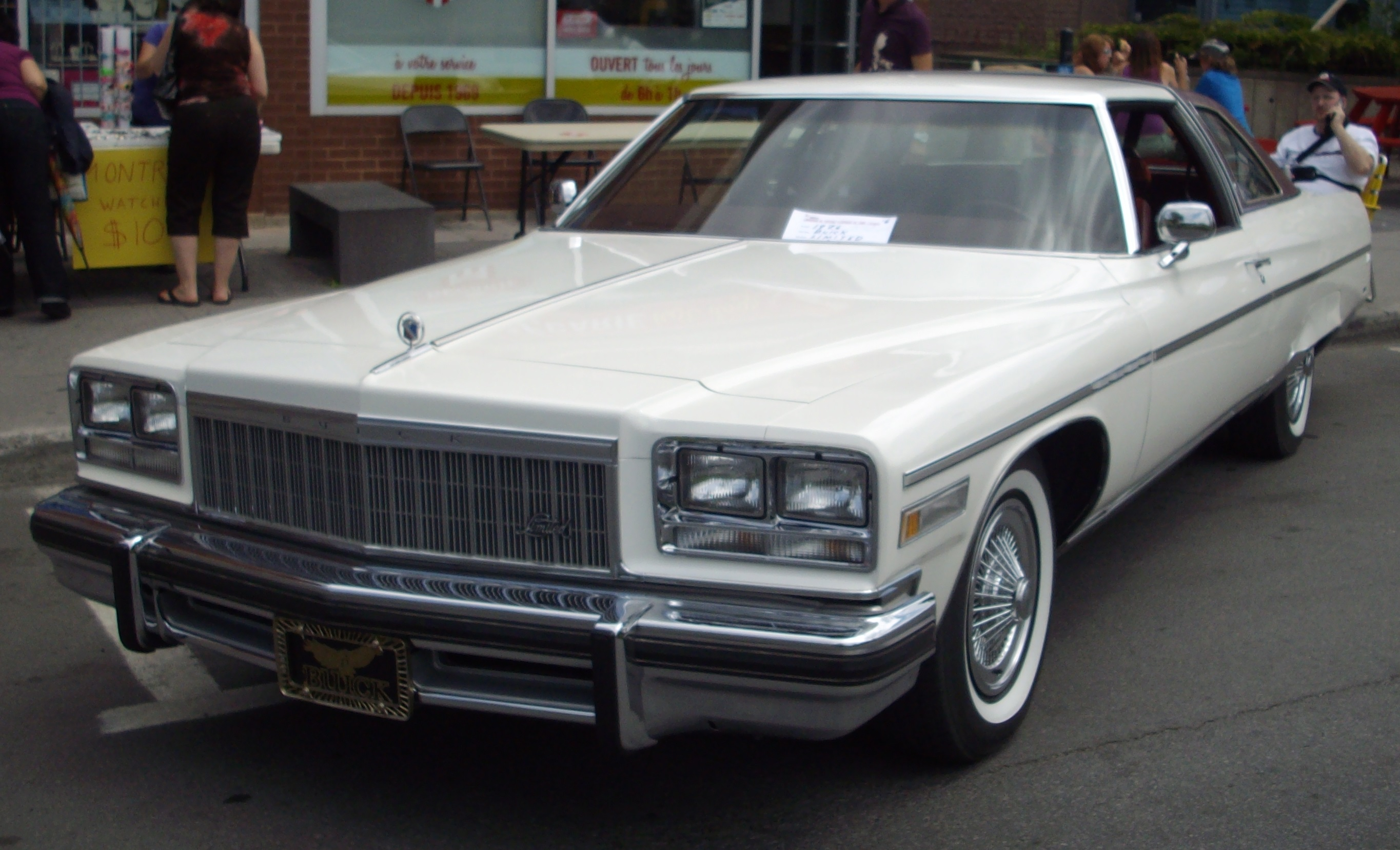
Купе 1976 року

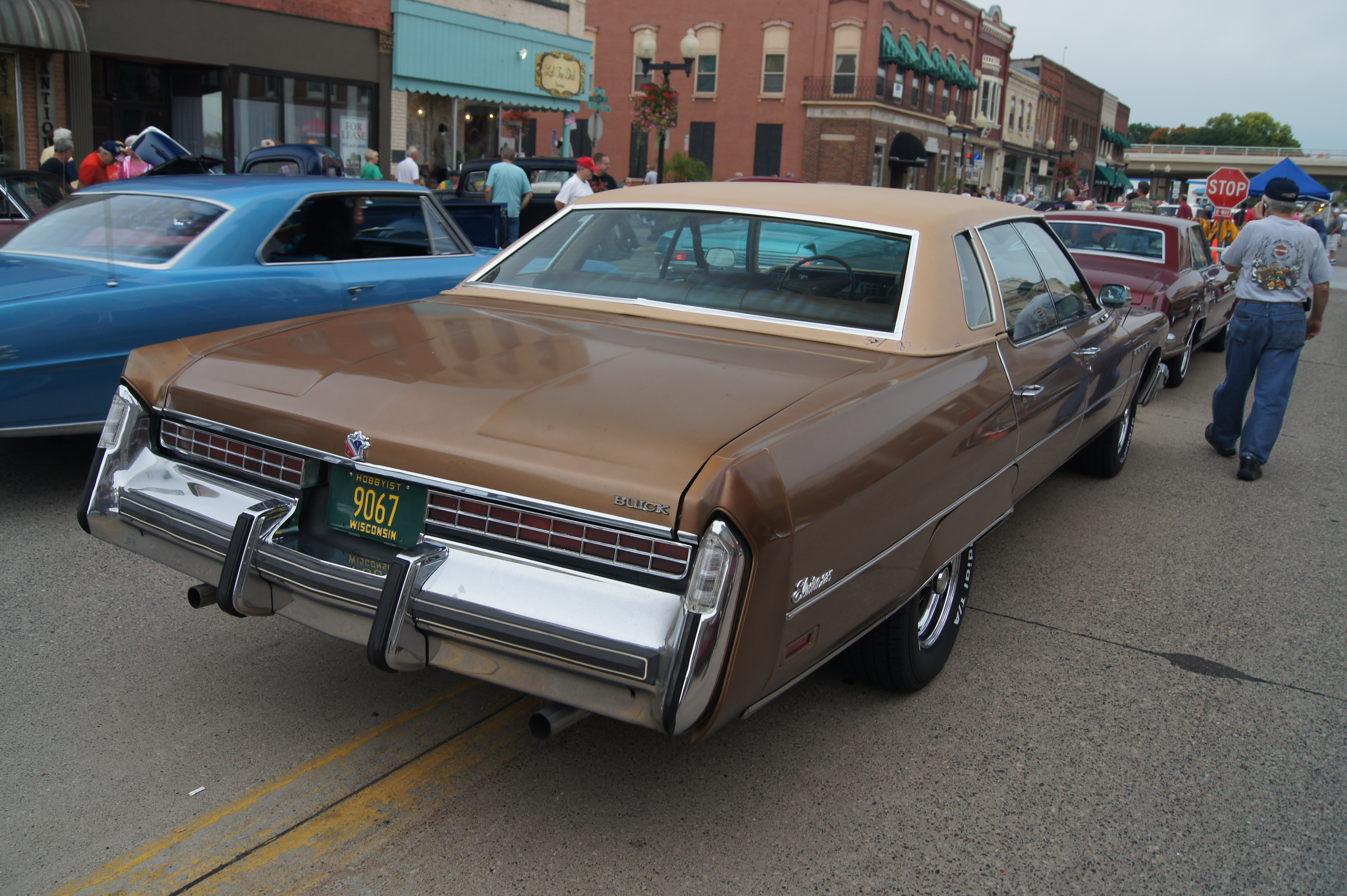

1976 рік вніс кілька змін в Electra. Передню панель з решіткою радіатора і бампером оновили. Нова пластикова решітка мала 17 вертикальних стовпців і займала більшу частину передка, але не заходила під фари, куди замість цього Buick змістив габаритні ліхтарі і поворотні сигнали. В бампері більше не розміщувались протитуманні ліхтарі. Всередині також було кілька незначних відмінностей. Важіль відтиску гальма був чорним замість хромованого, матеріал оббивки був злегка інакшим на сидінні Limited з діамантовим візерунком з виїмками. Матеріал 1975 року був у формі "вельвету", але тогорічний – ні. Сидіння з діамантовим візерунком 1976 року не мало такого вигляду. Очищувач повітря двигуна не мав впускного шлангу для потоку холодного повітря як модель 1975 року, а також були зміни карбюратора і розподільного валу для відповідності стандартам АЗД (EPA).Коефіцієнт задньої частини був також вищим за стандарт 1975, при 2.56:1 замість 2.73:1. Park Avenue і шкіряне сидіння в 1975 і 1976 рр. були тими ж. Знову були базова модель 225, Limited та розкішна Park Avenue. Park Avenue Deluxe зникла в 1976 із-за низьких продажів. Electra 1976 майже такого ж розміру, що й 1975, з 233.3 дюймами (5,926 мм), роблячи її однією з найбільших Buick за весь час.
Buick Electra 225 Limited 1975 року був найдовшим 4-дверним хардтопом, якого зробив GM за весь час, так як Cadillac Sixty Special (який був трішки довшим) не був доступним в кузові хардтоп з середини 60х. На модель також повернули конфігурацію з шести вікон, яка пропонувалась на Buick між 1959 і 1964 рр..
Всі Electra були оснащені 455 куб. дюймовим (7,5 л) двигуном Buick між 1971 і 1976 рр.. Модель 1971 року мала поважні 315 к. с. (235 кВт), але їх знизили до суто 205 к. с. (153 кВт) до 1976 модельного року; різко посилювані обмеження викидів вихлопів знизили віддачу двигуна, і широка індустріальна зміна систем оцінки 1972 року знизила показники кінських сил будь-якого двигуна. Навіть при своєму найслабшому стані, 455 двигун Buick досі видавав 345 фунтів·фут (468 Н·м) крутного моменту при 2000 об/хв. 455 був стандартним двигуном на Electra, але були також деякі з двигунами Buick 350 протягом страйку GM, коли виробництво 455 спинилось. Двигун 350 також ішов зі зниженою ціною. Двигун 455 зник після 1976 року, на користь менших, більш економних двигунів.
Сумарна кількість виробництва цієї генерації склала 794,833 екземпляри.

## П'ята генерація (1977–1984)

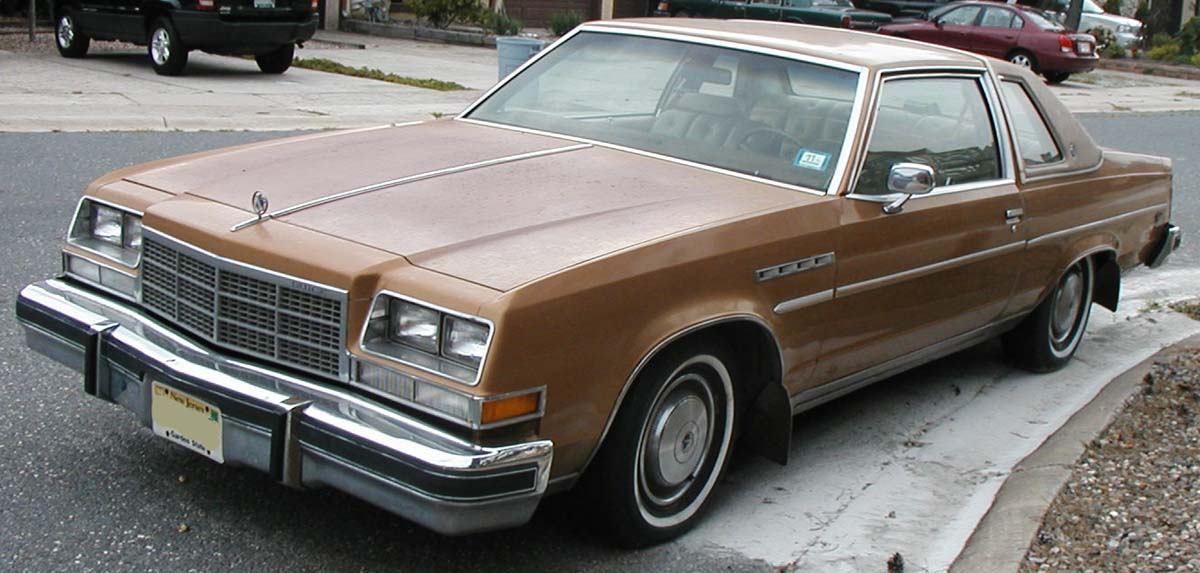
Купе 1977 року

GM зменшив розміри всіх автомобілів платформи C в 1977 році, включно з Electra. Вона втратила більше 11 дюймів (279 мм) в довжині і майже трішки у вазі теж. Автомобіль був повністю перероблений, але досі пропонував базову модель 225 та Limited, також набір опцій найвищого рівня Park Avenue, Який став доступним на купе. Опція консолі на Park Avenue зникла, і більше не повернулась на задньо-привідні Electra. Продажі зменшеної моделі зросли, з виготовленими 161,627 екземплярів Electra в 1977 році. Хардтопи більше не виготовлялись; всі моделі тепер мали широкі центральні опори.

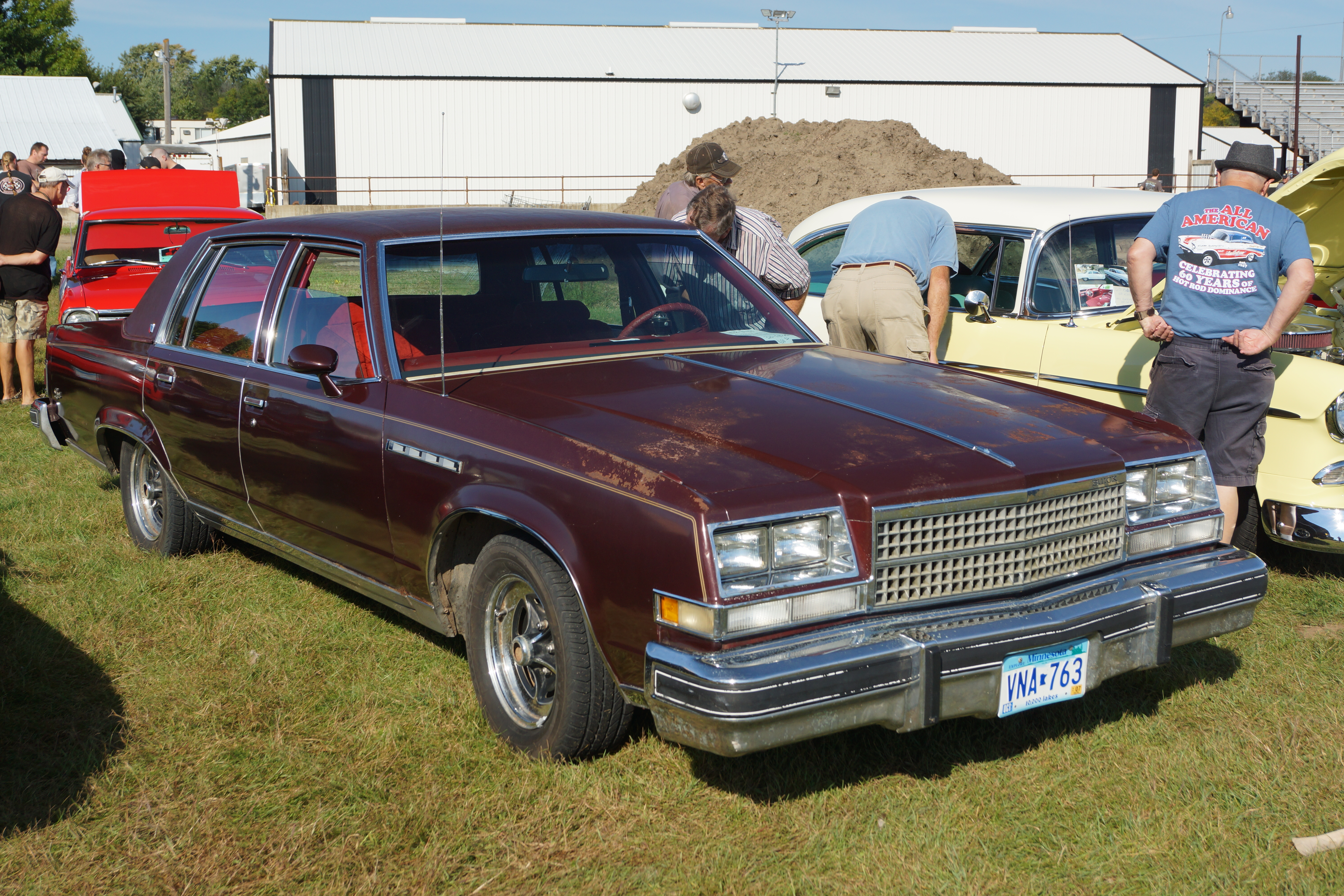
Седан 1978 року

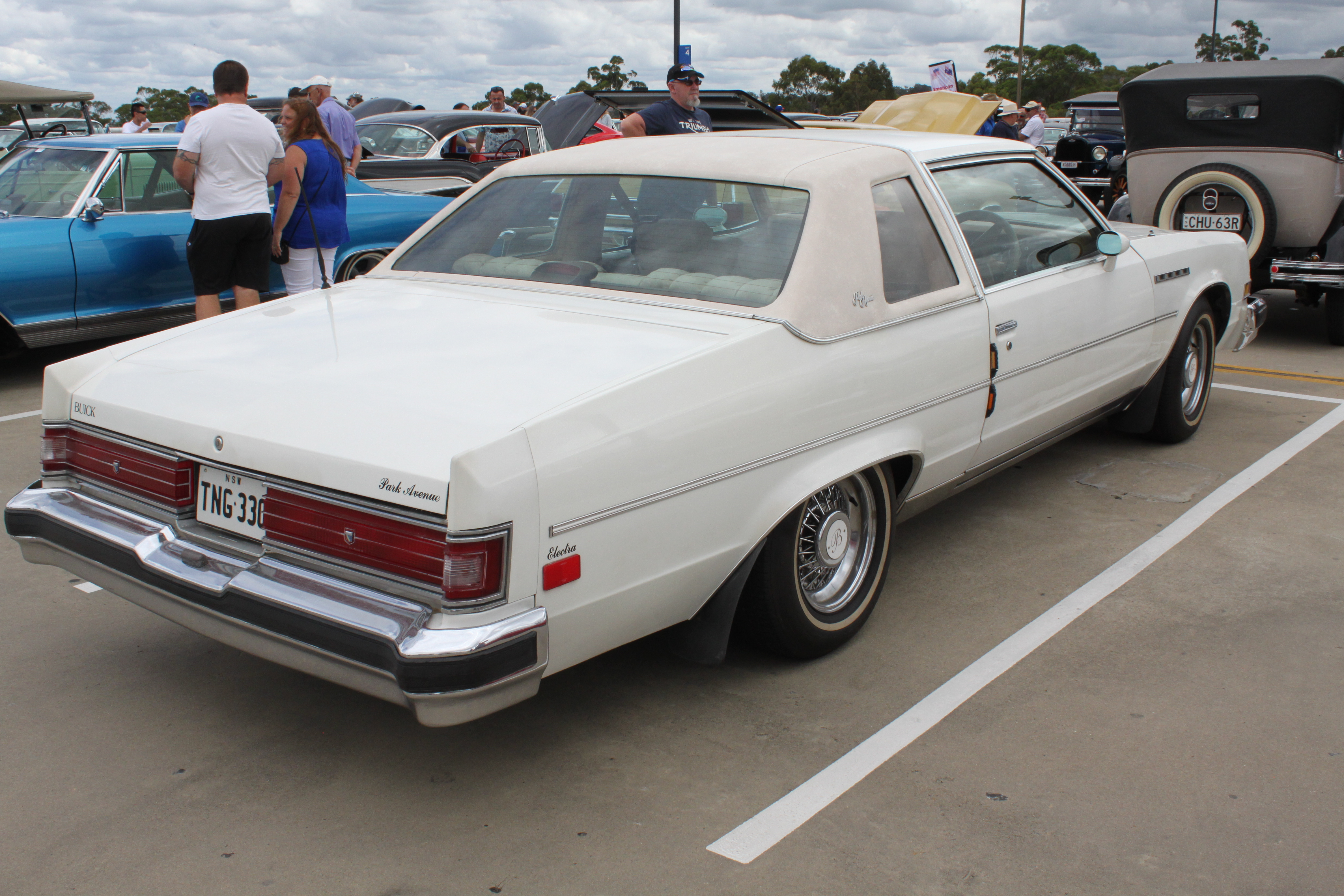

455-й двигун з великим блоком зник назавжди. Тепер базовим двигуном був Buick 350 з 4-камерним карбюратором по 1979 рік, Oldsmobile 403 був опцією з 1977 по 1979. 350 дизель від Oldsmobile був доданий до списку опцій починаючи з 1980, разом з 307 від Oldsmobile. Двигун Buick 350 тепер був опцією, тоді як базовим двигуном був Buick 4,1-літровий V6 для покращеної економії пального. В 1981 році опційний на той час Buick 350 відкинули. Того ж року, Electra отримала нову автоматичну трансмісію THM200-4R, яка мала гідротрансформатор і коефіцієнт перевантаження 0.67:1. З новою трансмісією, Electra могла бути обладнана заднім мостом з вищим цифровим коефіцієнтом для кращої продуктивності, також пропонуючи економію пального з діапазоном овердрайв.

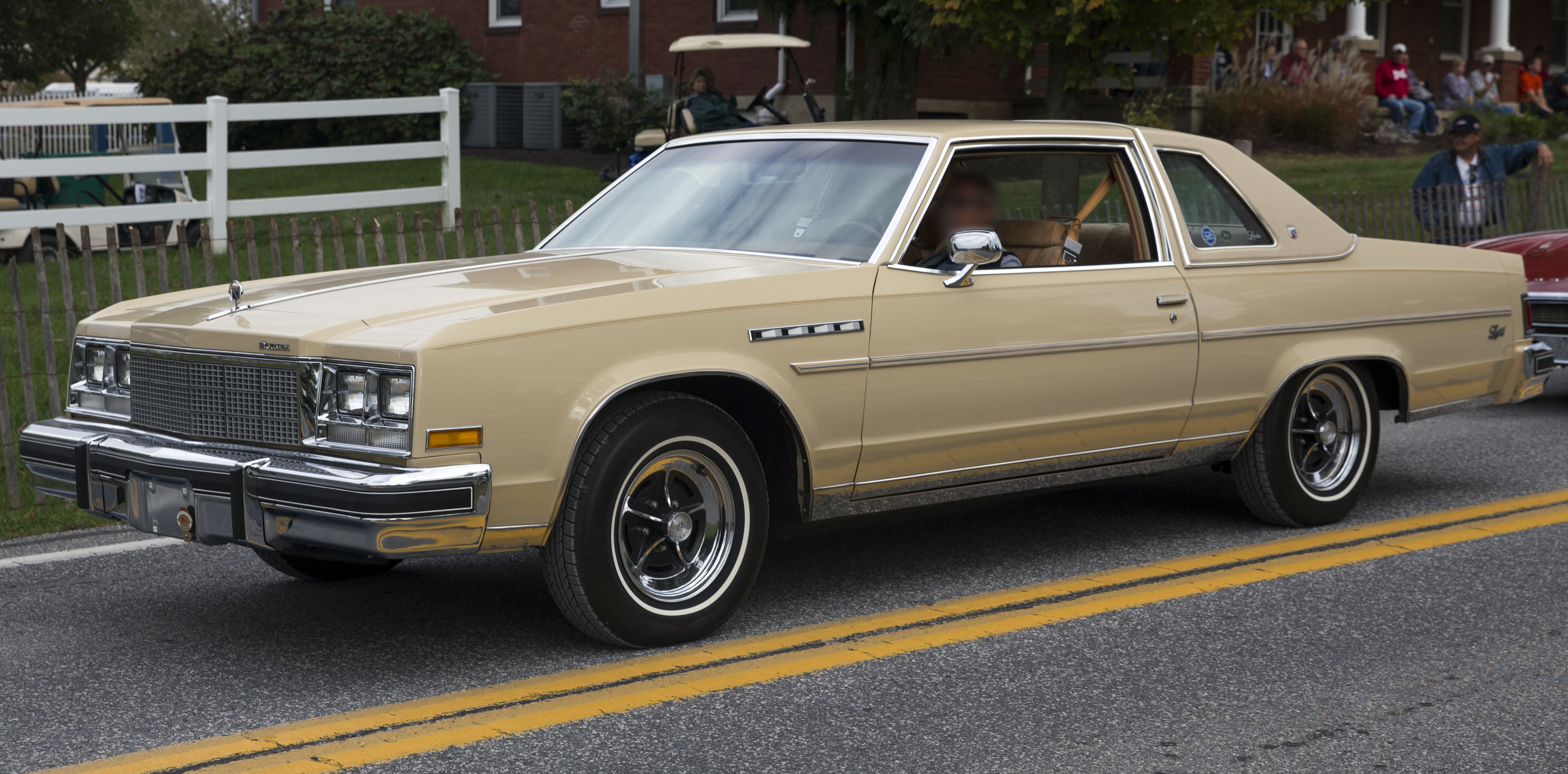
Купе 1979 року

Park Avenue, раніше набір опцій для зовнішності, став офіційним набором оздоблення на моделі Electra в 1978 році. Візуально, інша решітка радіатора і оновлені задні ліхтарі були єдиними помітними змінами того року, але 1979 рік приніс оновлену плоску передню частину і дещо інше оздоблення задніх ліхтарів, з гербом Buick і двосекційною горизонтальною срібною лінією. Воно не протрималось, так як Electra 1980 року повернулась до свої ранніх коренів 1977 року, але з новою решіткою радіатора, з вертикальними стовпцями. Також Buick у 1980 році повністю відкинув приставку "225", залишивши лише назви Limited і Park Avenue.

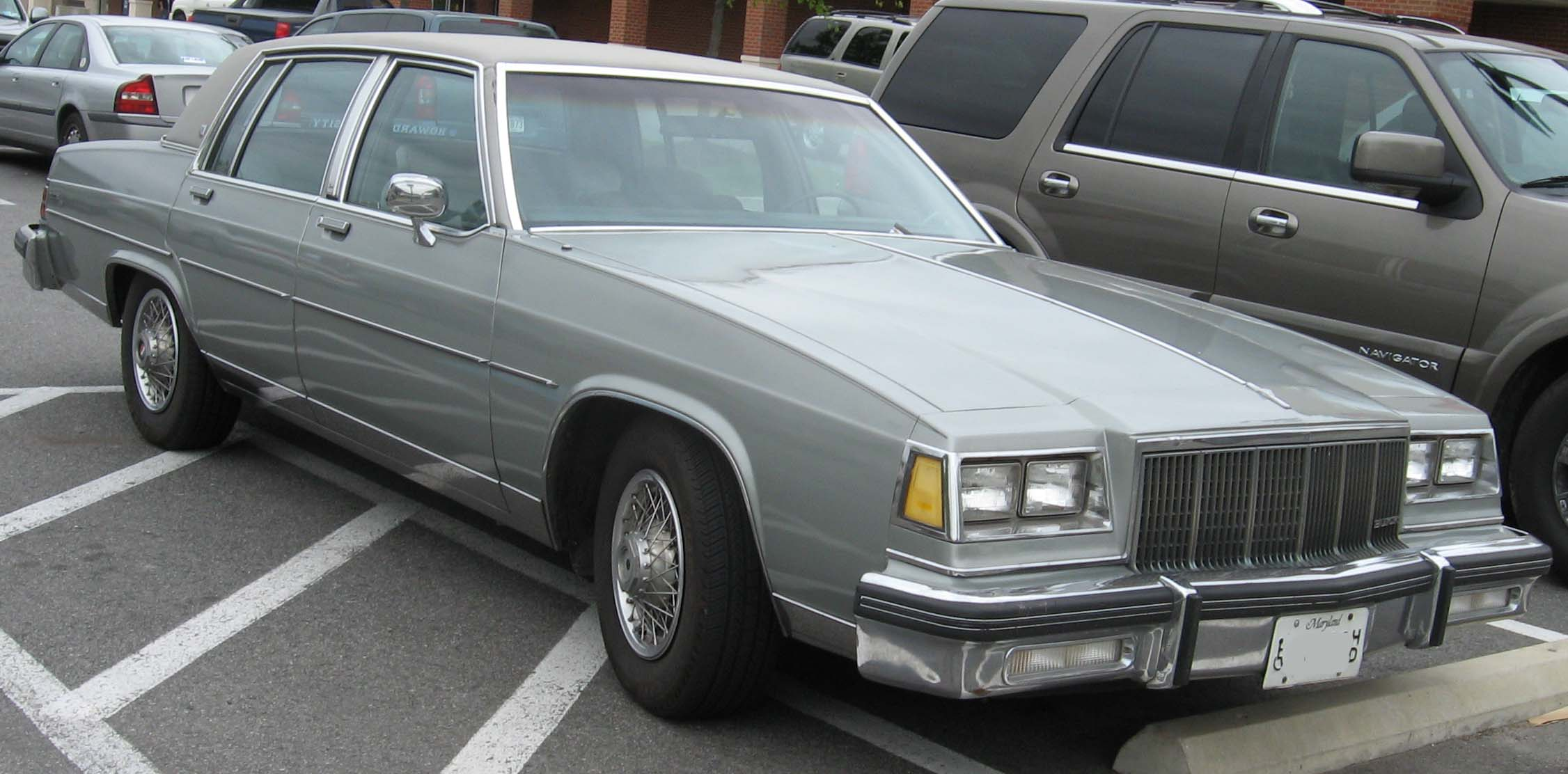
Cедан 1980-84 років

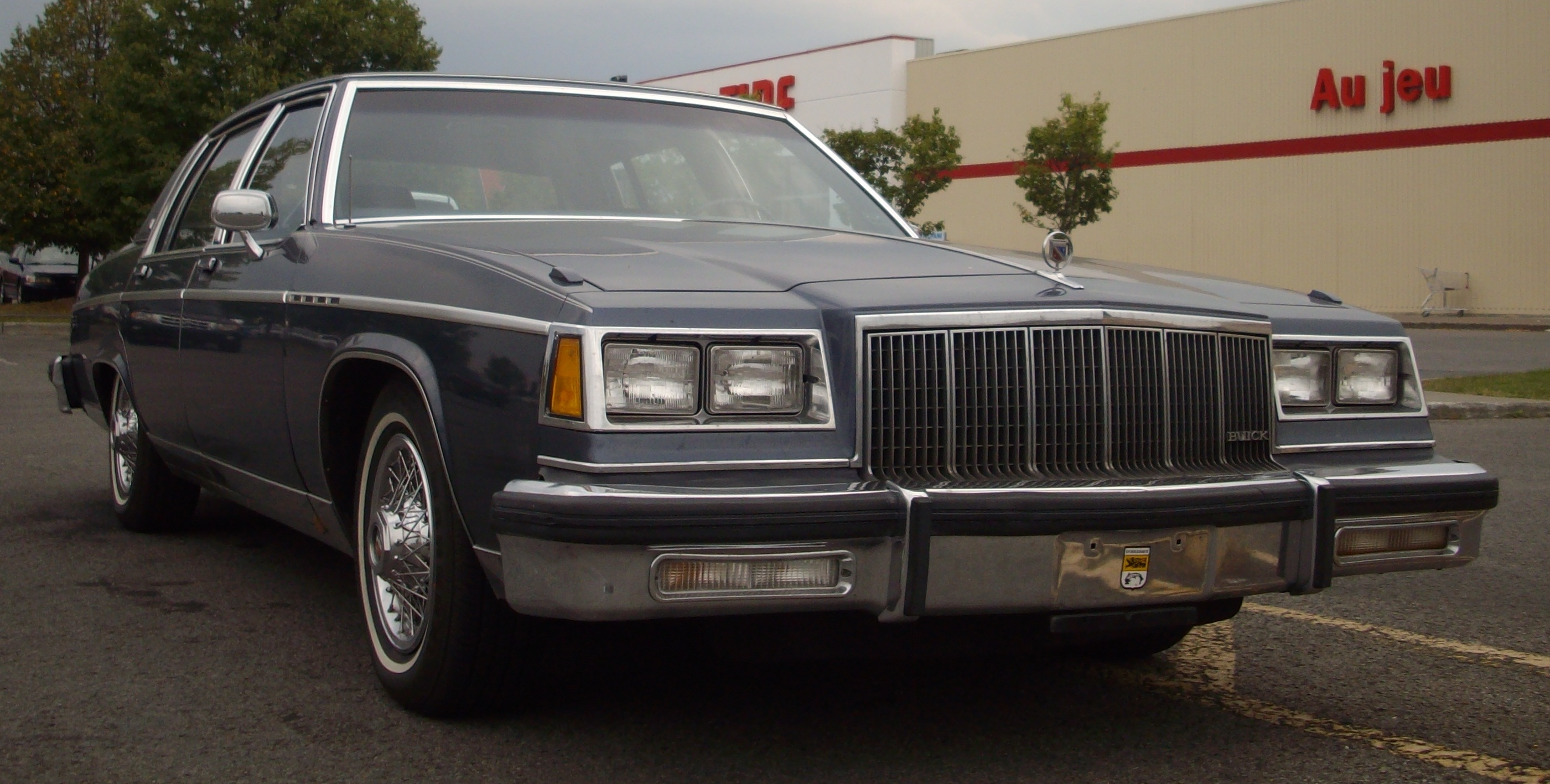
Electra Park Avenue 1984 року

У 1981 році моделі Electra вперше не мали чотирьох отворів VentiPorts з 1959 року. Модель 1981 року побачила дуже мало змін з рестайлу 1980 року, але отримала нову решітку радіатора і нові силові агрегати. Найвища модель Electra Park Avenue продовжила показувати 4 малі імітації отворів наліпками на хромованому оздобленні на передніх крилах, доки вони повністю не зникли в 1985 році. Виробництво задньо-привідної Electra зупинилось в квітні 1984 року. Це був технічно останній рік для задньо-привідної платформи C-body, оскільки її перейменували в платформу D і продовжили з Cadillac Fleetwood Brougham, пізніше з Cadillac Brougham 1987–92 і остаточно з Cadillac Fleetwood 1993–96 рр.. Наступним величезним задньо-привідним седаном Buick був Roadmaster 1992–96 рр., який ділив ту саму платформу B, що й Chevrolet Caprice і останні великі легкові задньо-привідні універсали GM.
Універсал Buick Estate Wagon також зменшили в розмірах у 1977 році. Він був окремою самостійною моделлю з 1970 року, разом з цим ділячи шасі і стиль з обома моделями Electra і LeSabre. На різку противагу моделям 1975–76 рр., коли він ділив 127-дюймову (3,230 мм) колісну базу Electra і використовував стиль передка від LeSabre, новий універсал Estate Wagon ділив платформу B LeSabre і використовував стиль передка Electra. Після того як припинили виробництво задньо-привідної Electra, Estate Wagon продовжили виготовляти з передком задньо-привідної Electra до 1990 року, коли його замінили на Buick Roadmaster Estate.

## Шоста генерація (1985–1990)

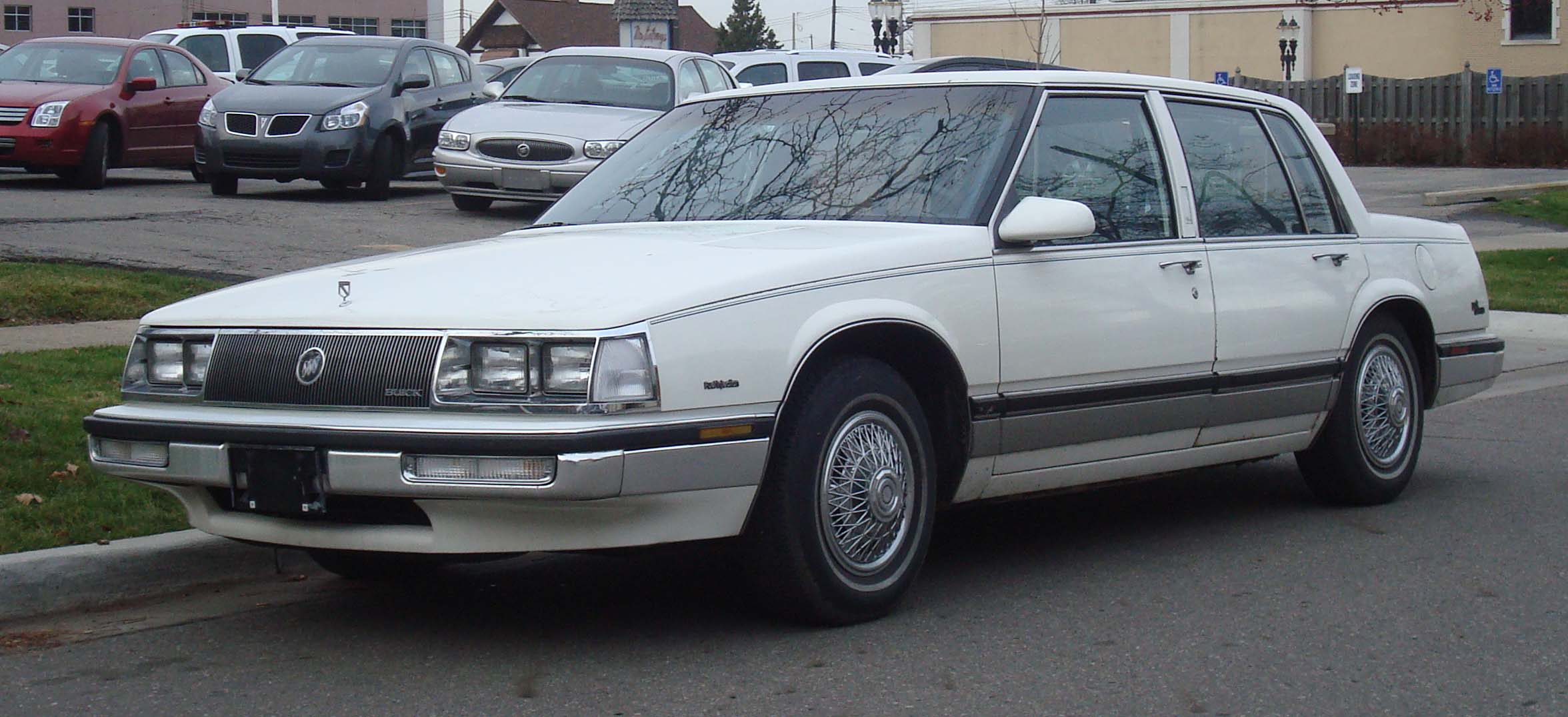
Седан 1985 року

Оновлена передньо-привідна Electra дебютувала у 1985 році, з новим кузовом платформи C, який був більш зменшеним, в порівнянні з попередньою генерацією. Попри його порівняно меншу зовнішність, розміри салону лишились в більшій мірі тими ж самими, що й в попередній генерації. В якості частини оновлення моделі, Buick також відкинув усі двигуни V8. Продажі почались в квітні 1984 року, разом з попередньою задньо-привідною моделлю, виробництво якої припинилось того місяця. Спочатку оснащалась карбюраторним двигуном Buick V6 3 л, інжекторним двигуном Buick V6 3,8 л чи дизельним двигуном Oldsmobile V6 4,3 л. Всі вони працювали в парі з 4-ступеневою автоматичною трансмісією з передачею овердрайв 0.70:1. 3-літровий V6 і 4,3-літровий дизельний V6 більше не пропонувались після 1985 року.

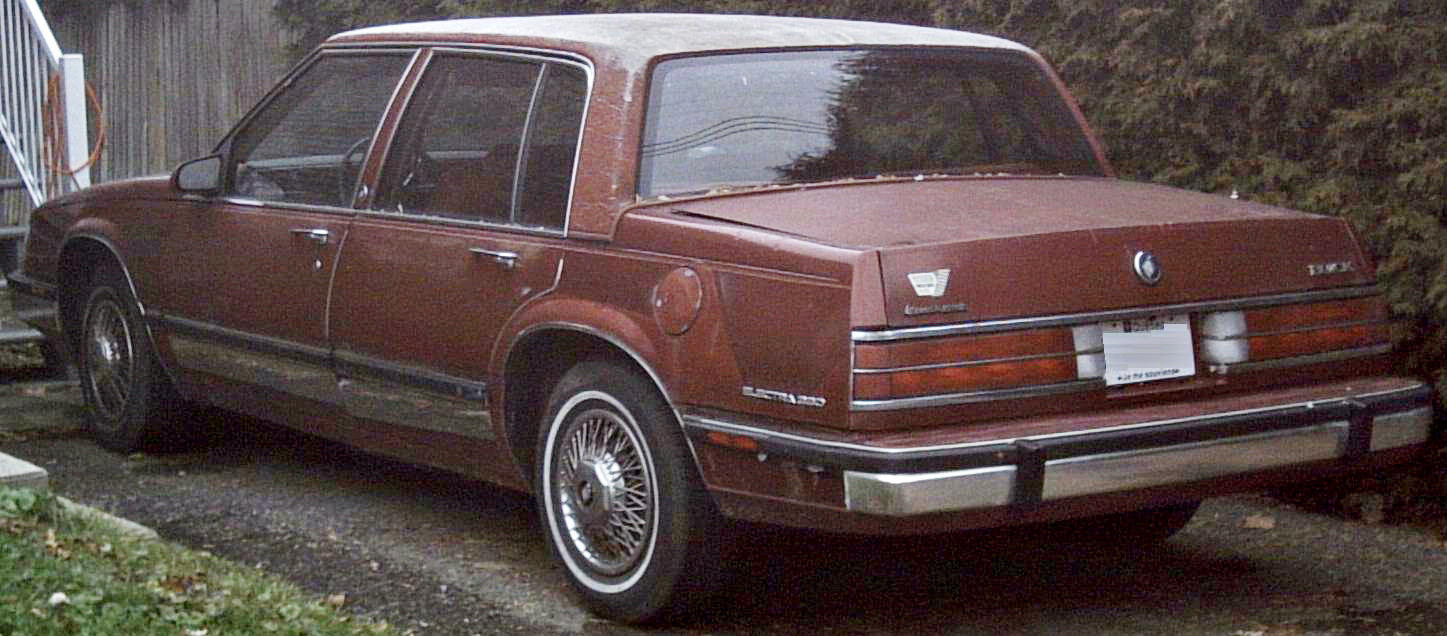

Рівні оздоблення на Electra спочатку включали 300/380/430 (залежно від об’єму двигуна), Park Avenue та орієнтований на продуктивність T-Type. Limited замінив цифрові позначення з 1987 року і в 1989 був доданий новий Park Avenue Ultra найвищого рівня.
Однією з відмінно незвичайних особливостей цього авто було те, що капот мав петлі спереду, таким чином відкриваючись зсередини, протиставне звичному встановленню як в більшості інших пасажирських авто.

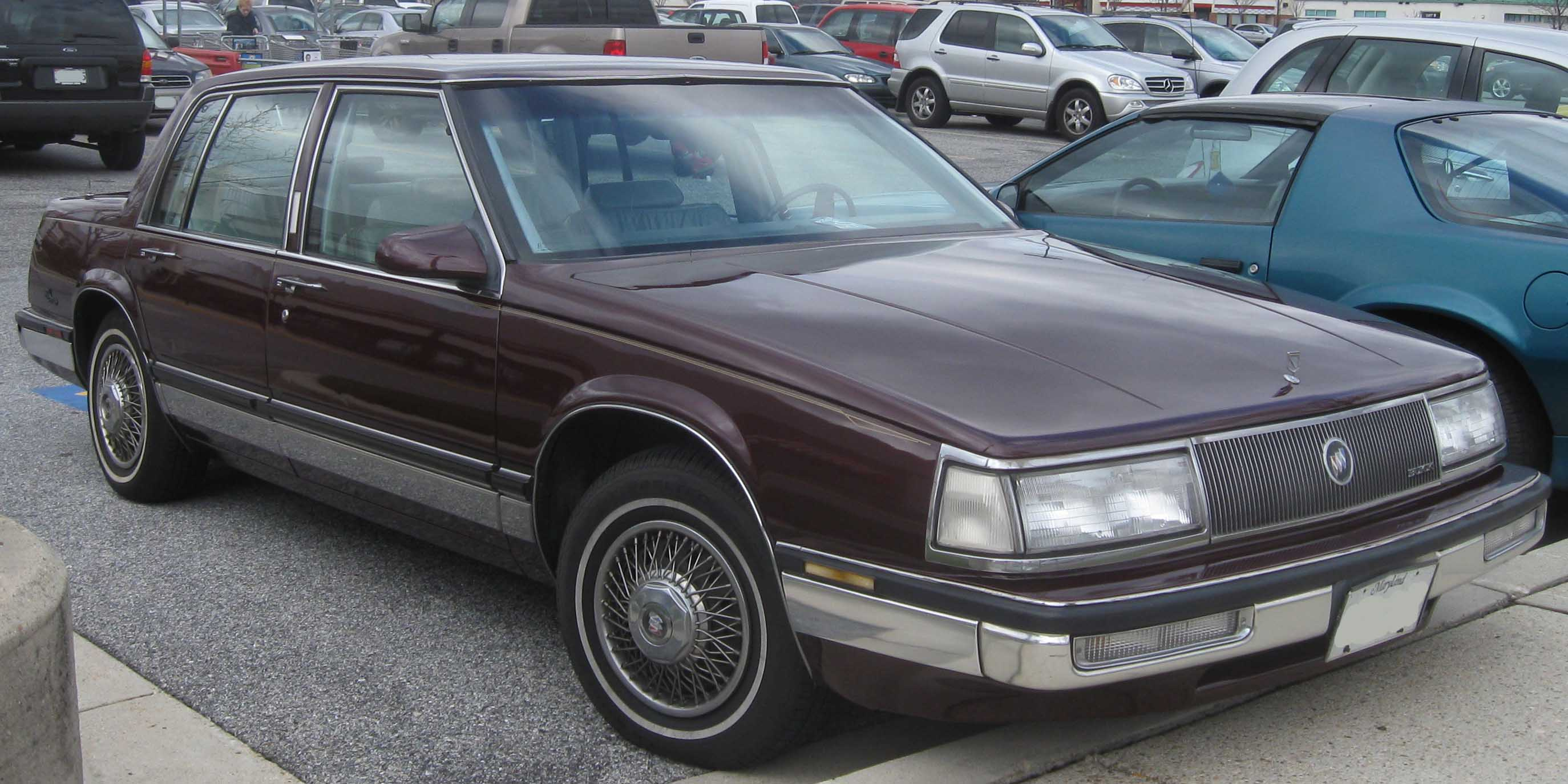
Седан 1987 року

Щоправда загальний дизайн лишився в більшій мірі незмінним з 1985 по 1990 рік, Electra дійсно піддалась деяким помітним змінам. Перша значна зміна прийшла в 1987 році, коли модельна лінійка Electra втратила схему чотирьох передніх фар, застосовану в моделях 1985–86 рр., на користь блок-фар під суцільним ковпаком.
В 1988 році Electra Park Avenue отримав 3800 V6, що пізніше став флагманським двигуном GM. Початковий 3,8 л V6 досі пропонувався на деяких моделях Electra аж по 1988 модельний рік і був позначеним VIN-кодом 3, тоді як Electra з 3800 V6 була позначена VIN-кодом C. У 1989 році ремені безпеки стали вмонтовані на дверях, а плечові ремені ззаду стали стандартними.
Electra шостої генерації спочатку пропонувалась в кузовах 2-дверне купе і 4-дверний седан, але 2-дверне купе потім зняли з виробництва в 1986 (Electra 380) і 1987 (Electra Park Avenue) роках.

### Park Avenue Ultra
В 1989 і 1990 роках на Electra пропонувався новий рівень оздоблення: Park Avenue Ultra. Ultra був по суті покращенням лінії Electra Park Avenue і мав шкіряну оббивку салону в стандарті з 20-діапазонним подвійним електричним регулюванням передніх сидінь, особливим кольором від дизайнерів, м’яке вінілове оздоблення даху, дерев’яні вставки з в’яза на дверях і торпедо, унікальні алюмінієві колеса, антиблокувальні гальма, і варіацію інших змін. З довгим списком стандартного обладнання, Park Avenue Ultra мав вищу базову ціну, ніж Cadillac Sedan de Ville, однак, не отримав настільки популярного визнання, аж по наступну генерацію Park Avenue, де він отримав ще більше особливостей.

### Двигуни
- 3,0 л (181 куб. дюйм) Buick V6 – 1985 Electra 300, 110 к. с. (82 кВт) при 4800 об/хв, 145 фунт·фут (197 Н·м) при 2600 об/хв
- 3,8 л (231 куб. дюйм) Buick V6 – 1985–1986 Electra 380, 1987–1990 Electra Limited, 1985–1990 Electra T-Type, 1985–1990 Electra Park Avenue, 1989–1990 Electra Park Avenue Ultra
- 4,3 л (263 куб. дюйми) дизельний Oldsmobile V6 – 1985 Electra 430

Довго існуючу назву Electra відкинули з лінійки Buick наприкінці 1990 модельного року. Починаючи з 1991 року, Park Avenue стала окремою моделлю замість позначення оздоблення. Остання Electra виїхала з лінії збирання 3 серпня 1990 року.
Buick Estate був розкішним універсалом платформи C від GM, другим після Electra в оздобленні. Починаючи з 1977 року його робили на платформі B. В 1991 його перейменували в Buick Roadmaster Estate, і залишили у виробництві як найбільш визначний і найбільш потужний універсал по 1996 рік.